# Aeroporto Internazionale di Dubai
L'Aeroporto Internazionale di Dubai (IATA: DXB, ICAO: OMDB) (in arabo مطار دبي الدولي‎?) è il principale aeroporto che serve Dubai, negli Emirati Arabi Uniti. È il più grande e importante aeroporto del Medio Oriente ed è situato nel quartiere Garhoud, a 4 km a nord-est della città.
L'aeroporto è gestito dalla Dubai Airports Company ed è l'hub di Emirates Airlines, Emirates SkyCargo e Flydubai. L'aeroporto è grazie a Emirates il più grande hub del Medio Oriente: la compagnia aerea di bandiera gestisce il 64% del traffico passeggeri e rappresenta il 50% di tutti i movimenti di aeromobili presso l'aeroporto. L'aeroporto di Dubai è anche la base per il vettore low-cost, Flydubai che gestisce il 10,7% del traffico passeggeri dello scalo. L'aeroporto è diventato una base di Qantas dall'aprile 2013, dopo un importante accordo di collaborazione costituito con Emirates. Qantas, infatti, utilizza Dubai come il principale punto di sosta per i voli verso l'Europa. A partire da settembre 2012, ci sono oltre 6.000 voli settimanali gestiti da 130 compagnie aeree verso oltre 220 destinazioni in tutti i continenti a eccezione dell'Antartide.
L'aeroporto di Dubai si sviluppa su una superficie di 3.400 ettari di terreno. Nel 2013, lo scalo ha gestito un record di 66,4 milioni di passeggeri, con un incremento del 15,2% rispetto al 2012. Per questo motivo è diventato il 7º aeroporto più trafficato del mondo per traffico passeggeri. È anche il secondo aeroporto più trafficato del mondo per traffico internazionale di passeggeri, superando l'Aeroporto Internazionale di Hong Kong nella classifica mondiale. Oltre ad essere un importante snodo del traffico passeggeri, l'aeroporto è anche il 5º aeroporto del mondo per traffico merci con 2,44 milioni di tonnellate di merci transitate. Il numero totale di movimenti aerei è di 344.245.
L'Aeroporto Internazionale di Dubai dà un importante contributo per l'economia del Paese, infatti impiega circa 58 000 persone, ne sostiene indirettamente oltre 250 000 e contribuisce per oltre 22 miliardi di dollari al PIL; rappresenta circa il 19% dell'occupazione totale a Dubai e il 28% del PIL di Dubai. Si prevede che entro il 2020 il contributo economico del settore dell'aviazione di Dubai salirà al 32% del PIL cittadino e genererà più di 373 000 posti di lavoro.
Il nuovo Terminal 3, costato 4,5 miliardi di dollari, è stato aperto il 14 ottobre 2008 ed era utilizzato esclusivamente da Emirates. Dall'aprile 2013, Qantas iniziò a volare dall'Aeroporto Internazionale di Dubai dal Terminal 3 per via dell'alleanza stipulata con Emirates. Il molo A, parte del Terminal 3, venne aperto il 2 gennaio 2013. È stato costruito esclusivamente per gli Airbus A380 di Emirates, ma viene utilizzato anche da quelli di Qantas. Il Terminal 3 è il secondo edificio più grande al mondo per superficie e il più grande terminal aeroportuale al mondo; la capacità complessiva dello scalo, grazie al nuovo Terminal 3, è di oltre 75 milioni di passeggeri. L'aeroporto, nel maggio 2011, ha previsto la realizzazione del molo D a disposizione di tutte le compagnie che precedentemente operavano al molo C. Con la realizzazione del molo D, operativo dal 2016, l'aeroporto ha portato la capacità complessiva dello scalo a oltre 90 milioni di passeggeri. Il piano prevede anche che Emirates sia la sola a operare al molo C insieme ai moli A e B in cui è già operativa.

## Storia
La storia dell'aviazione civile di Dubai è iniziata nel luglio 1937, quando è stato firmato un accordo aereo per una base per idrovolanti ed aerei dell'Imperial Airways con canone d'affitto della base a circa 440 rupie al mese, compresi i salari delle guardie. Gli idrovolanti della compagnia Empire hanno anche iniziato a operare una volta alla settimana in Oriente a Karachi e verso Occidente a Southampton, in Inghilterra. Nel febbraio 1938 sono stati utilizzati 4 idrovolanti a settimana.
Nel 1940 i voli che partivano da Dubai erano compiuti da idrovolanti della British Overseas Airways Corporation (BOAC), che operava nella linea a ferro di cavallo tra il Sud Africa e il Golfo Persico fino a Sydney.

### Costruzione

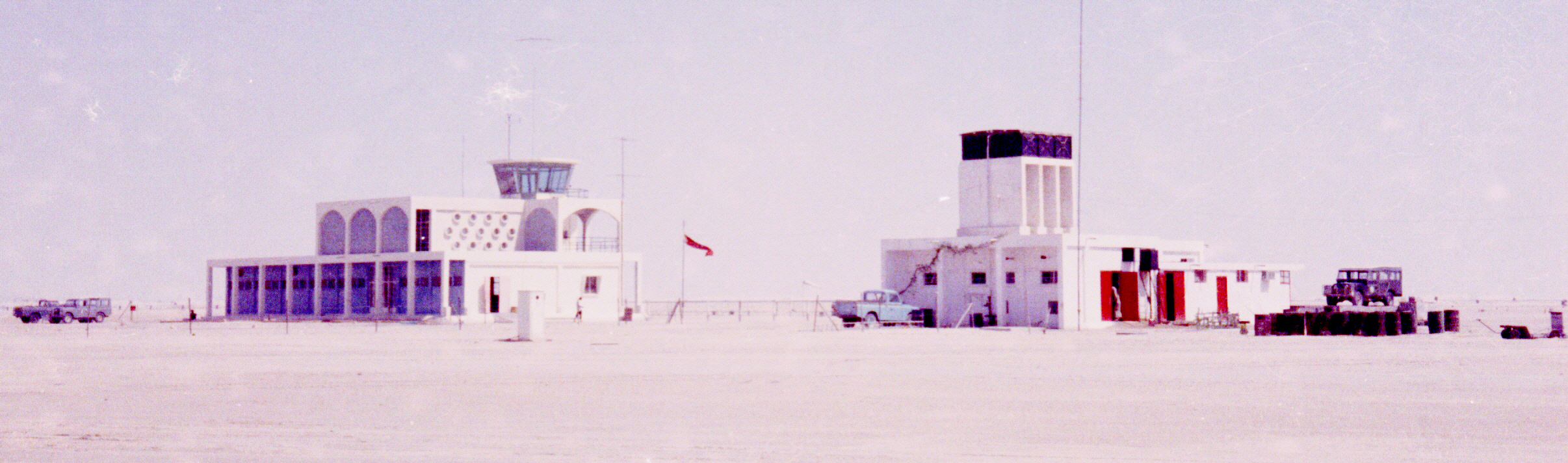
La Stazione dei Vigli del Fuoco e la torre di controllo dell'aeroporto visto da fuori nel 1965

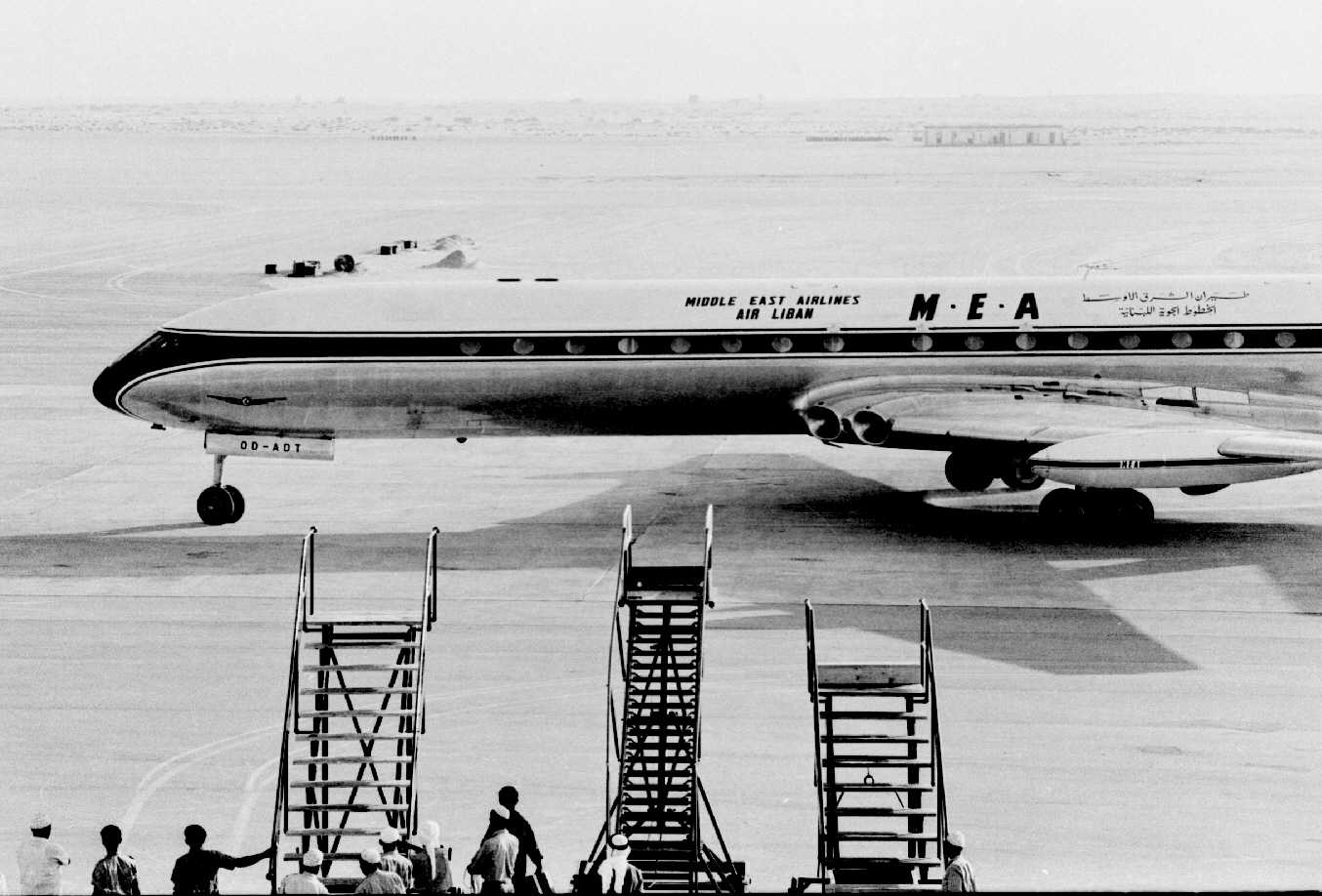
Il primo aereo a reazione ad atterrare sulla nuova pista dell'aeroporto di Dubai nel 1965 era un Comet della Middle East Airlines

La costruzione dell'aeroporto è stata ordinata nel 1959 dal sovrano di Dubai, lo sceicco Rashid bin Saeed Al Maktoum. È stato aperto ufficialmente nel 1960 con il suo primo campo di aviazione, era in grado di gestire aeromobili delle dimensioni di un Douglas DC-3 su una pista lunga 1800 metri fatta di sabbia compattata. L'aeroporto, costruito da Costain Group, aveva tre aree per girare, un'area di parcheggio e piccoli terminal.
Nel maggio 1963 è iniziata la costruzione di una pista di 2.804 metri di asfalto. Questa nuova pista, accanto alla pista di sabbia originaria e alla pista di rullaggio, ha aperto nel maggio 1965, insieme a diversi ampliamenti del terminal, la costruzione di hangar e l'installazione di nuovi aiuti alla navigazione e all'aeroporto in generale. L'installazione delle luci di pista è continuata anche dopo l'apertura ufficiale ed è stata completata nel mese di agosto dello stesso anno. Durante la seconda metà del 1960 sono stati fatti molti ampliamenti, sono stati eretti nuovi edifici e sono stati introdotti il VHF Omnidirectional Range (VOR) e il sistema di atterraggio strumentale (ILS). Nel 1969, l'aeroporto è stato servito da 9 compagnie aeree che servivano circa 20 destinazioni.
L'inaugurazione è avvenuta il 15 maggio 1966 ed è stato segnato dai primi grandi jet della Middle East Airlines e Kuwait Airways Comets.
L'avvento di aerei a fusoliera larga ha messo in evidenza la necessità di un ulteriore sviluppo dell'aeroporto negli anni settanta, che era già stato previsto dal Governatore di Dubai. L'intervento consisteva in ulteriori piani per un nuovo terminal e nuove piste d'atterraggio e di rullaggio in grado di accogliere anche i voli internazionali. Venne eretto un nuovo terminal di tre piani, lungo 110 metri che comprendeva una superficie di 13.400 m² e una nuova torre di controllo alta 28 metri.
I lavori sono proseguiti nei primi anni settanta, compresi quelli al sistema strumentale d'atterraggio della Categoria ILS II, l'allungamento della pista esistente fino a 3.810 metri, l'installazione di un faro non direzionale (NDB), generatori diesel, piste di rullaggio, ecc. Questo lavoro ha reso possibile la maneggevolezza del Boeing 747 e del Concorde. Diverse estensioni alla pista e ai piazzali di sosta dei velivoli sono state effettuate durante il decennio per soddisfare la crescente domanda. La costruzione della Stazione dei Vigili del Fuoco dell'aeroporto e l'installazione dei generatori sono stati completati nel mese di dicembre 1971 ed il tutto era pienamente operativo nel marzo 1972. Il sovrano ha anche commissionato e inaugurato il sistema di sorveglianza a lungo raggio il 19 giugno 1973.
Con l'espansione dei servizi aeroportuali è stato necessario trovare un alloggio più adatto ai pompieri, così venne dato loro un hangar alla fine del 1976. L'edificio era situato a metà strada della pista per facilitare l'efficienza delle operazioni. Un nuovo edificio è stato inoltre costruito per ospitare l'ingegnere di manutenzione aeroportuale, la sezione di Ingegneria Elettronica e le unità di magazzino. Inoltre nel dicembre 1978 sono stati completati i lavori d'ampliamento del ristorante dell'aeroporto e della sala di transito compresa la ristrutturazione del piano superiore e una cucina nuova.
La successiva fase di sviluppo è stata la seconda pista, che è stata terminata tre mesi prima del previsto e ha aperto nel mese di aprile del 1984. Questa pista, che si trova a 360 metri a nord della pista esistente, ed è parallela ad essa, è attrezzata con le più moderne apparecchiature meteorologiche, di illuminazione delle piste e dei sistemi di atterraggio strumentale per dare all'aeroporto una classificazione di Categoria II. Sono state effettuate anche diverse estensioni e potenziamenti agli impianti e ai sistemi di supporto del terminal. Il 23 dicembre 1980 l'aeroporto è diventato membro ordinario dell'Airports Council International (ACI).
Durante gli anni ottanta, Dubai è divenuto un punto di sosta per le compagnie aeree come Air India, Cathay Pacific, Singapore Airlines, Malaysia Airlines ed altre compagnie che viaggiano tra Asia ed Europa, le quali necessitavano di un punto di rifornimento nel Golfo Persico. Questo punto di sosta è diventato poi inutile con la disponibilità dello spazio aereo russo, causato dal crollo dell'Unione Sovietica e dall'avvento di aerei a lungo raggio che vennero introdotti tra la fine degli anni ottanta e l'inizio degli anni novanta, come l'Airbus A340, il Boeing 747-400 e il Boeing 777 i quali hanno la capacità di volare tra Europa e Sud-Est asiatico senza effettuare soste.

### Espansione
L'apertura del Terminal 2 nel 1998 ha visto la prima tappa della fase 1 del nuovo piano di sviluppo lanciato nel 1997. Come seconda fase, il Molo 1 ha aperto nel mese di aprile 2000 con il nome di Terminal Sheikh Rashid. Il molo è lungo 0,8 km e collega all'area check-in tramite un tunnel sotterraneo con dei tapis roulant per una lunghezza di 300 m. All'interno vi è un hotel, un business center, un centro benessere, cambio valuta, strutture di ristorazione e di intrattenimento, servizi internet, un centro medico, un ufficio postale e una stanza di preghiera. Il passo successivo è stata la riconfigurazione del sistema di pista, già parte della fase 2, così come le aree di sosta dei velivoli e le piste di rullaggio che sono state ampliate e rafforzate nel 2003-2004. Inoltre nel 2005 vi è stata l'apertura del Dubai Flower Centre (Centro del fiore). L'aeroporto ha visto la necessità di questo per il ruolo che ha la città nell'importazione e l'esportazione di fiori: infatti necessita di una struttura specializzata che richiede condizioni particolari per questa merce deperibile.
La costruzione del Terminal 3 è iniziata nel 2004, come successiva tappa della fase 2 di sviluppo, con un costo stimato di circa 4,55 miliardi di dollari. Originariamente il suo completamento era stato previsto nel 2006, successivamente la data è stata posticipata di due anni.
Finalmente, il 30 maggio 2008, è stata celebrata la cerimonia d'inaugurazione del terminal, il quale è diventato operativo il 14 ottobre 2008, con il volo Emirates Airlines (EK2926) da Jeddah, in Arabia Saudita, per quanto riguarda gli arrivi, e il volo EK843 per Doha, in Qatar, per quanto riguarda le partenze.

Un aereo della Emirates parcheggiato al Terminal 3. Il Terminal ha aperto le sue porte il 14 ottobre 2008, superando il Terminal 3 dell'Aeroporto Internazionale di Pechino-Capital e diventando il più grande del mondo

Il terminal ha fatto aumentare vertiginosamente la capacità massima annuale di passeggeri dell'aeroporto da 47 a 75 milioni.
Con l'arrivo dell'Airbus A380, l'aeroporto mise in atto opere di modifica del costo di 230 milioni di dollari. Tra queste, la costruzione di 29 porte in grado di gestire aeromobili di grandi dimensioni, di cui 5 nel Terminal 3 e due nel Terminal 1. Altri importanti progetti inclusero la fase successiva alla fase 2 di sviluppo, che comprendeva la costruzione del Molo 3: questa è una versione più piccola del Molo 2, che è collegato al Terminal 3.
Sempre nell'ambito dell'espansione, l'aeroporto è ora in grado di gestire almeno 75 milioni, ovvero 19 milioni di passeggeri in più all'anno, con l'apertura del Molo 3, che è parte del Terminal 3. Tuttavia, comunicazioni più recenti prevedono un ulteriore aumento a 80 milioni di passeggeri con aggiuntive rivalutazioni delle capacità aeroportuali esistenti. Nel 2009, il Terminal 2 ha ampliato le sue strutture per gestire 5 milioni di passeggeri all'anno, ovvero 2 milioni in più rispetto agli anni precedenti, portando la capacità complessiva dello scalo a 62 milioni di passeggeri. Il General Civil Aviation Authority degli Emirati Arabi Uniti ha anche detto che il Terminal 2 viene continuamente aggiornato e ampliato per portare la capacità complessiva dello scalo dagli iniziali 75 milioni di passeggeri a 80 milioni di passeggeri entro il 2012.
Il Terminal per mega cargo, che avrà la capacità di gestire 3 milioni di tonnellate di merci all'anno, è uno sviluppo importante, ma sarà costruito nel lungo termine, non oltre il 2018. Il Terminal 2 è stato completamente ridisegnato per armonizzarsi agli altri due terminal. Con tutti questi progetti che sono stati completati entro il 2013, l'aeroporto si aspetta di essere in grado di gestire almeno 75-80 milioni di passeggeri e oltre 5 milioni di tonnellate di merci all'anno.

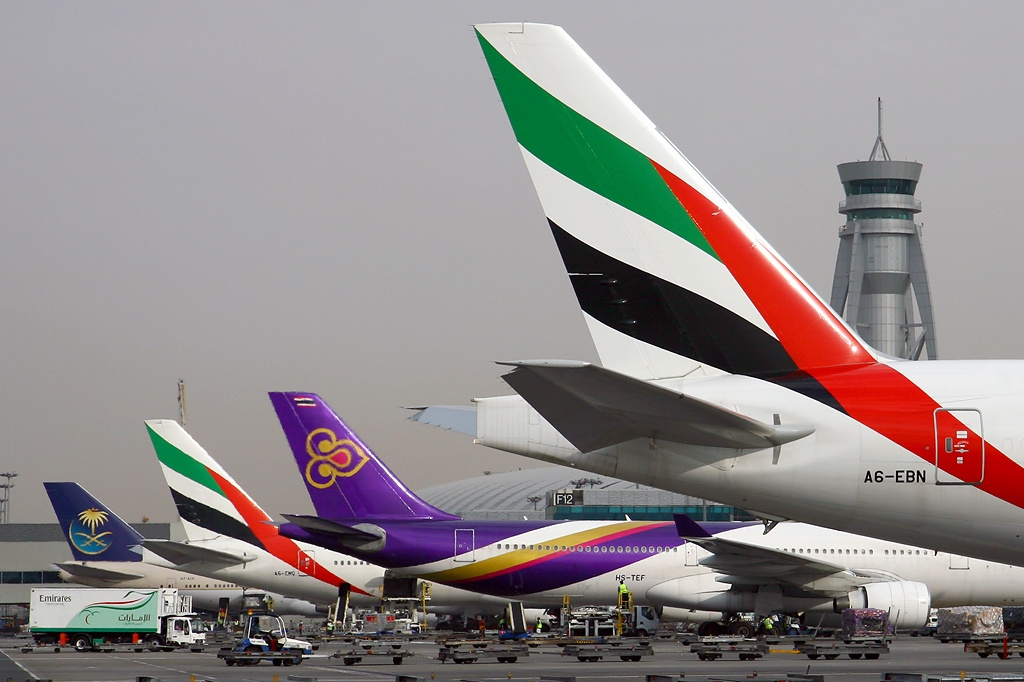
Aerei in sosta all'aeroporto

Le strutture di terra dell'aeroporto sono state modificate per consentire la costruzione di due stazioni della linea rossa della metropolitana di Dubai. Una stazione è stata costruita presso il Terminal 1 e l'altra presso il Terminal 3, entrambe le stazioni sono già operative. La prima parte della linea rossa (10 stazioni) è stata aperta il 9 settembre 2009, mentre tutte le altre stazioni (19 stazioni) hanno aperto per fasi nell'aprile 2010. La linea verde (la seconda linea) passa presso la zona franca dell'aeroporto e serve la zona dell'aeroporto di nord-est con il Terminal 2 a partire da settembre 2011. I proposti 52 km di lunghezza della linea viola collegheranno l'aeroporto internazionale di Dubai con l'Aeroporto Internazionale di Dubai World Central, che è attualmente in costruzione a Jebel Ali.
Alla fine della fase 2 del piano di espansione dell'aeroporto, la struttura disponeva di tre terminal, tre moli, due terminal cargo, una zona franca, un centro espositivo con tre grandi sale, un importante centro di manutenzione e un centro fiori per gestire le merci deperibili. La fase 3, che è stata inserita nel piano di sviluppo, ha previsto la costruzione del nuovo Molo 4.
Nel settembre 2012, l'ente esercente degli aeroporti di Dubai ha deciso di cambiare i nomi dei moli per rendere più facile lo spostamento dei passeggeri all'interno dell'aeroporto. Il Molo 1, nel quale operano più di 100 compagnie aeree internazionali, è diventato il Molo C; il Molo 2 ha cambiato nome in Molo B e il Molo 3 è diventato Molo A. I gate del Terminal 2 sono stati cambiati e numerati da F1 a F6. Le sequenze alfanumeriche rimanenti vengono riservate per le strutture aeroportuali che fanno parte dell'investimento da 7,8 miliardi di dollari negli aeroporti di Dubai, tra cui il Molo D.
| Fase                    | Anno | Descrizione |
| ----------------------- | --- | --- |
| Fase 1                  | 1997 | Capacità iniziale di 11 milioni di passeggeri all'anno. 540 milioni di dollari è il prezzo del lancio della fase 1.                                       |
| Fase 1                  | 1998 | Inaugurazione del Terminal 2 il 1º maggio 1998 per alleviare il congestionamento del Terminal 1, con una capacità di 2.5 milioni di passeggeri ogni anno. |
| Fase 1                  | 2000 | Terminal Sheikh Rashid (Molo C) – aperto il 15 aprile 2000. Capace di gestire 22 milioni di passeggeri all'anno.                                          |
| Fase 2                  | | |
| 2002                    | Messi a disposizione 4.5 miliardi di dollari (545 milioni per i progetti al T3 e al molo).                                                                                                | |
| 2003                    | Potenziamento delle piste di rullaggio. Inoltre, il lavoro sulle altre piste di rullaggio nella zona è stato ampliato al fine di completare la costruzione associata della seconda pista. | |
| 2005                    | Costruzione completata del Dubai Flower Centre. | |
| 2005                    | Spesa di 225 milioni di dollari per il padiglione VIP del Dubai Royal Wing aperto a luglio.                                                                                               | |
| 2008                    | È stato aperto il Molo B del Terminal 3 capace di gestire 60 milioni di passeggeri all'anno.                                                                                              | |
| 2012                    | Sono stati completati gli ampliamenti al Terminal 2: nuova sala per il check-in e nuova area partenze.                                                                                    | |
| 2013                    | Costruzione del nuovo Molo A, che consente all'aeroporto di avere una capacità di 75 milioni di passeggeri, con ulteriori miglioramenti possibili per 80 milioni.                         | |
| 2018                    | Costruzione di una parte del mega terminal cargo capace di gestire un volume di 4 milioni di tonnellate di merci per anno.                                                                | |
| Fase 3                  | 2016 | Costruzione del Molo D. |
| Ampliamenti in generale | 2004–2008 | Include la costruzione del Centro di catering e delle strutture di ingegneria della Emirates.                                                             |
| Ampliamenti in generale | 2006 | Apertura delle strutture di ingegneria della Emirates e degli hangar per aerei più grandi del mondo.                                                      |
| Ampliamenti in generale | 2007 | Apertura del Centro di catering della Emirates, capace di produrre fino a 115 000 pasti al giorno.                                                        |
| Ampliamenti in generale | 2008 | Apertura della nuova struttura del Centro esecutivo. |
| Ampliamenti in generale | 2013 | Capacità del Terminal 2 aumentata a 10 milioni di persone dopo che l'ampliamento è stato completato.                                                      |

Il governo di Dubai ha annunciato la costruzione di un nuovo aeroporto a Jebel Ali chiamato Aeroporto Internazionale Al Maktoum o Dubai World Central (DWC). Si prevede che al suo completamento diventerà il quarto aeroporto più grande del mondo per dimensioni, ma non per passeggeri. Al termine, l'aeroporto dovrebbe essere in grado di accogliere fino a 160 milioni di passeggeri. L'aeroporto ha aperto le porte al terminal da 5-7milioni di persone nel 2013 mentre le operazioni cargo dal 2010 I primi voli operati da Qatar Airways e Emirates sono partiti dal 2017 e si stima un completamento dei lavori al 2021.
| Statistiche di traffico            | 1986          | 1990          | 1994          | 1998          | 2002           | 2006           | 2010           |
| ---------------------------------- | ------------- | ------------- | ------------- | ------------- | -------------- | -------------- | -------------- |
| Movimenti di passeggeri            | 3.775 milioni | 4.347 milioni | 6.299 milioni | 9.732 milioni | 15.973 milioni | 28.788 milioni | 47.181 milioni |
| Movimenti di merci (in tonnellate) | 99,338        | 144,282       | 243,092       | 431,777       | 764,193        | 1.410 milioni  | 2.19 milioni   |
| Collegamenti con altre città       | 19            | 36            | 54            | 110           | 170            | 195            | 210            |
| Voli settimanali in programma      | N/A           | N/A           | N/A           | 2,350         | 2,850          | 4,550          |                |
| Compagnie aeree                    | N/A           | N/A           | N/A           | 80            | 102            | 113            | 135            |

## Infrastruttura
L'Aeroporto Internazionale di Dubai è stato concepito per funzionare come principale aeroporto della città e come il più trafficato della regione in un prossimo futuro, senza la preoccupazione di doverlo spostare o essere costretti a costruire un altro aeroporto nel caso in cui il numero di passeggeri fosse cresciuto. L'area in cui sarebbe stato costruito doveva essere vicino a Dubai, per attrarre i passeggeri in città anziché farli viaggiare per il vicino Aeroporto Internazionale di Sharjah, ben più congestionato. La posizione prevista in origine era Jebel Ali.
Il piano di ampliamento originale dell'esistente aeroporto, inizialmente prevedeva un doppio terminal e una sola pista da costruire in due fasi, con disposizioni future per altri due terminal passeggeri. La fase 1 prevedeva la costruzione del primo terminal passeggeri, della prima pista, di parcheggi per 70 aerei, impianti e strutture di supporto, tra cui un grande hangar per la manutenzione, la prima stazione dei pompieri, laboratori e uffici amministrativi, un complesso di merci aviotrasportate, due edifici per il personale cargo, cucine per il catering e una torre di controllo alta 78 metri. I lavori della fase 2 sarebbero iniziati immediatamente dopo il completamento della fase 1 e avrebbero incluso la seconda pista, 50 nuovi parcheggi aeromobili in aggiunta ai già esistenti 70, una seconda stazione dei pompieri e un terzo edificio per gli addetti cargo.
La terza fase comprendeva la costruzione di un nuovo terminal (parte del Terminal 1 e del Molo C di oggi) e ulteriori 60 parcheggi per la sosta degli aeromobili, oltre a nuovo impianto di manutenzione velivoli. In seguito, nei primi anni 2000 è stato introdotto un nuovo piano.

### Torre di controllo
La torre di controllo (per il controllo del traffico aereo) è stata costruita come parte della fase 2 del piano di sviluppo di allora.

### Terminal di servizio
L'aeroporto dispone di due terminal di servizio, non utilizzati per il traffico passeggeri. Il terminal di carico per i cargo è in grado di gestire 3 milioni di tonnellate di merci ogni anno; poco lontano, vi è un terminal per l'aviazione generale.

#### Cargo Mega Terminal
L'area cargo presso l'Aeroporto Internazionale di Dubai è una delle più grandi al mondo, la maggior parte delle merci che passano attraverso l'impianto sono destinate ad Asia e Africa. Le previsioni del 2004 analizzavano una crescente domanda di merci, infatti è stato necessario creare nuovi servizi di movimentazione merci per soddisfare le richieste. I piani sono stati messi in atto per costruire la prima tappa del mega terminal cargo, che entro il 2018 avrà la possibilità di gestire 3 milioni di tonnellate di merci.
La prima fase del mega scalo merci è stata completata nel 2004 e la successiva fase di espansione prevista per il completamento a fine 2007. Attualmente l'aeroporto ha una capacità di carico di 2,5 milioni di tonnellate e sarà ulteriormente ampliato per gestirne 3 milioni.

### Terminal passeggeri
L'Aeroporto Internazionale di Dubai ha tre terminal passeggeri (1, 2, 3) e cinque moli (A, B, C, D, F) in tutto. Ad eccezione del molo F, che si trova nello stesso edificio del Terminal 2, ogni molo occupa un proprio edificio, separato rispetto ai terminal.
Il Terminal 1 si serve del molo D; il Terminal 2 (posto dalla parte opposta rispetto ai due edifici principali) usa il molo F; il Terminal 3 utilizza invece i moli A, B e C. I Terminal 1 e 3 sono direttamente collegati da una zona di transito in comune, così i passeggeri si possono muovere liberamente tra i terminali senza passare attraverso l'immigrazione. Un servizio di navetta collega i terminal, con tempi di percorrenza di circa 20 minuti dal Terminal 2 al Terminal 1 e 30 minuti per il Terminal 3.
I Terminal 1 e 3 soddisfano i passeggeri internazionali (in particolare il Terminal 3 è riservato a Emirates), mentre il Terminal 2 è per i passeggeri che volano con flydubai e altre compagnie aeree regionali per voli interni o nei paesi vicini. I Terminal 1 e 3 gestiscono il 90% dei viaggiatori.
Situato accanto al Terminal 2 vi è l'Executive Flights Centre, che ha il suo check-in per passeggeri premium e dove il trasporto agli aerei in un altro terminal qualsiasi è effettuato da un buggy personale.
Tutti e tre i terminal passeggeri attualmente hanno una capacità di circa 75 milioni di passeggeri l'anno.

#### Terminal 1

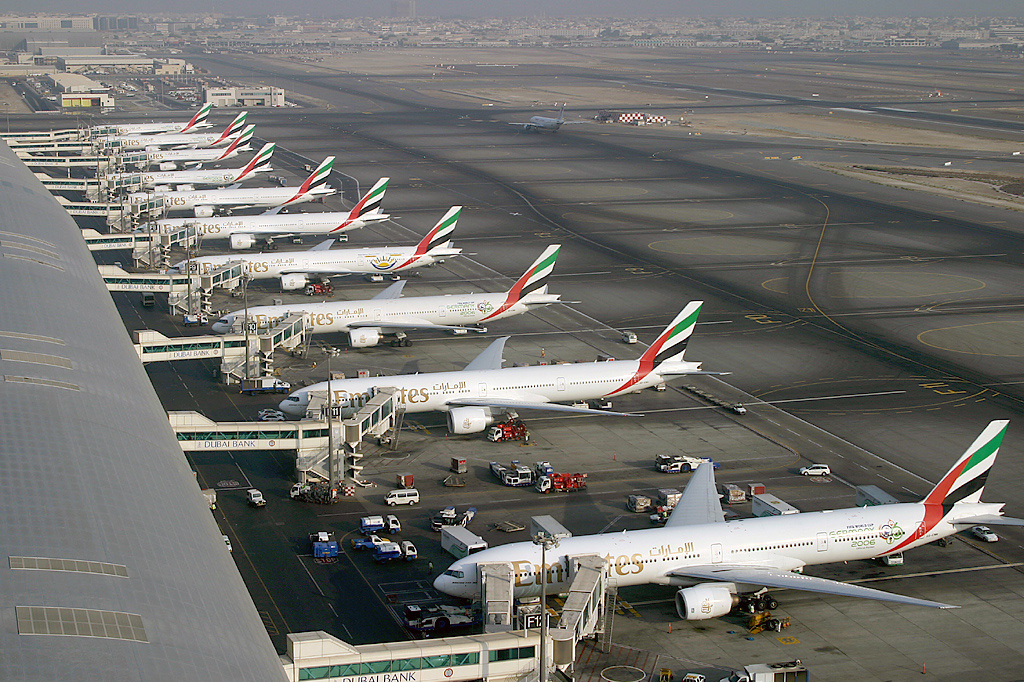
Flotta di Boeing 777 della Emirates parcheggiati al Molo B

Il T1 ha una capacità complessiva di 33 milioni di passeggeri. Viene utilizzato da oltre 100 compagnie aeree ed è collegato al Molo C (chiamato anche Terminal Sheikh Rashid, lungo 1 km) e al Molo D mediante un People mover serie Innovia APM 300 di Bombardier.
Il Terminal 1 si sviluppa su una superficie di 515.020 m² e dispone di 221 banchi check-in, con una sezione separata per i passeggeri di Prima classe e Business class.
Agli arrivi ci sono 40 postazioni di controllo passaporti e 14 nastri di riconsegna bagagli.
Il terminal è stato originariamente costruito per 21 milioni di passeggeri, ma con l'estrema congestione del terminal, l'aeroporto è stato costretto ad ampliarlo a 33 milioni, con l'apertura di 28 gate. Nel corso degli anni, sono stati aggiunti gate mobili all'aeroporto, portando il totale a 28 nel 2010.

#### Terminal 2
Il T2 è stato costruito nel 1998, ha una superficie di 15.000 m² e ha una capacità di 10 milioni di persone a partire dal 2013, dopo diverse soddisfacenti ricostruzioni e una significativa espansione nel 2012 che ha visto la capacità raddoppiare. È utilizzato da oltre 50 compagnie aeree, che operano principalmente nella regione del Golfo Persico. La maggior parte dei voli vengono effettuati in Iran, India, Arabia Saudita, Pakistan e Afghanistan.
Nel giugno 2009, il Terminal 2 è diventato il fulcro della Flydubai e inoltre, ospita la sede aziendale della compagnia aerea.
Di recente il T2 è stato sottoposto ad una ristrutturazione, estendendo le aree del check-in e le strutture d'imbarco, cambiando le decorazioni interne ed esterne e offrendo più punti di ristorazione per i passeggeri. La capacità è aumentata a 10 milioni di passeggeri (5 milioni in più), così come il numero di servizi disponibili: i banchi del check-in sono aumentati a 37, la zona d'imbarco è più spaziosa e ha più luce naturale, i nuovi gate d'imbarco permettono di salire a bordo a diversi voli contemporaneamente, migliorando l'efficienza negli spostamenti. Infine, vi sono un totale di 43 remote stand al terminal.
L'area duty-free di Dubai si estende su 2.400 m² alle partenze e 540 m² agli arrivi. I 3.600 m² di estensione comprendono pure un grande atrio per gli arrivi.

#### Terminal 3

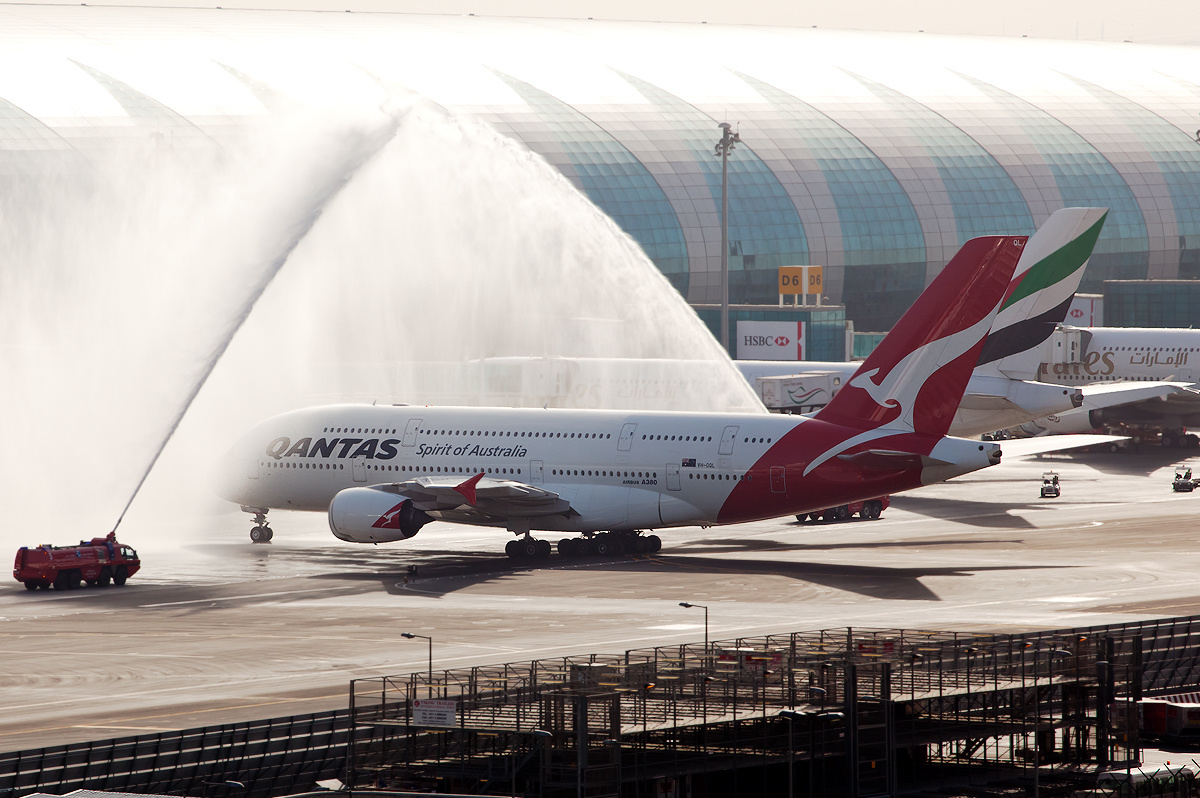
Il volo inaugurale di Qantas a Dubai

Il T3 ha avuto un costo di 4,5 miliardi di dollari, è stato costruito esclusivamente per Emirates e può contenere 43 milioni di passeggeri all'anno. Il terminale dispone di cinque gate per Airbus A380 al Molo B e 18 gate al Molo A. Il 6 settembre 2012 è stato annunciato che il Terminal 3 non sarebbe più stato solo di Emirates, dato che la Emirates aveva istituito un ampio accordo di code sharing con Qantas. Qantas così diventa la prima compagnia aerea (Emirates a parte) ad usufruire del Terminal 3. Questo accordo permette inoltre a Qantas di utilizzare il molo dedicato agli A380.
Il Terminal 3 è il più grande edificio al mondo per superficie, con oltre 1.713.000 m² di spazio occupato, infatti è in grado di gestire 43 milioni di passeggeri in un anno. Una grande parte si trova sotto l'area di rullaggio ed è collegata direttamente al Molo B. È operativo dal 14 ottobre 2008 e ha aperto in quattro fasi per evitare il collasso della gestione bagagli e di altri sistemi informatici.
L'edificio comprende una struttura sotterranea a più livelli, i salotti per la Prima e Business Class, ristoranti, 180 banchi per il check-in e 2.600 posti auto. Il terminale offre più del doppio della precedente superficie commerciale del Molo C, con l'aggiunta di circa 4.800 m² e 10.700 m² di negozi del Molo B.
Il sistema di gestione bagagli (il più grande e il più profondo al mondo) ha una capacità di gestione di 8.000 borse ogni ora. Il sistema comprende 21 punti di iniezione screening, 49 nastri trasportatori lunghi in totale 90 km, in grado di gestire 15.000 pezzi l'ora a una velocità di 27 km/h e 4.500 banchi iniziali di deposito bagagli.
Per le partenze ci sono 126 banchi check-in per i passeggeri in classe economica e 36 per i passeggeri di prima e di business class. Inoltre, ci sono 18 chioschi self-service, 3 sale per i minori non accompagnati, 38 banchi e 12 e-gate per passeggeri che volano in economy e 10 banchi e quattro e-gate per la prima e la business class ai controlli d'identità.
Agli arrivi, il terminale contiene 52 sportelli di controllo identità, 14 nastri trasportatori, e 12 e-gate (Sistema di controllo elettronico del Passaporto) utilizzati in tutti i punti di ingresso negli Emirati Arabi Uniti. Ci sono anche 6 nastri trasportatori per i bagagli fuori misura.
Il parcheggio comprende 1.870 posti auto, 163 posti di noleggio auto, 44 parcheggi per i bus Emirates, una sala check-in per i bagagli (4.500 m²), una moschea (950 m²) e 18 banchi check-in. L'intero parco auto ha una superficie totale di 177.500 m².
Il 7 settembre 2010, il Terminal 3 ha visto 50 milioni di passeggeri passare attraverso il terminal. Dalla sua apertura nell'ottobre 2008, il terminal ha gestito più di 197.920 movimenti di aerei (partenze e arrivi), 50 milioni di passeggeri e circa 70 milioni di bagagli. Attualmente circa 85.000 passeggeri passano attraverso questo terminale ogni giorno.

#### Molo A
Il Molo A è collegato ai due principali livelli del Terminal 3 mediante un People mover serie Crystal Mover di Mitsubishi, in aggiunta al sistema veicolare e a quello di smistamento bagagli. L'edificio, che segue la forma caratteristica del Molo B, misura 924 m di lunghezza, 91 m di larghezza e 40 m di altezza al centro nella parte più alta, inoltre ospita 20 manicotti d'imbarco, di cui 18 sono in grado di gestire l'Airbus A380-800. Ci sono anche 6 sale lounge per i passeggeri in partenza sui voli parcheggiati nelle 13 piazzole di sosta. I cancelli nel Molo A sono etichettati A1-A24.
Il molo comprende un hotel a 4 stelle e un hotel a 5 stelle, sale lounge per la prima e la business class e zone franche. L'edificio occupa un'area totale di 540.000 m².

#### Molo B

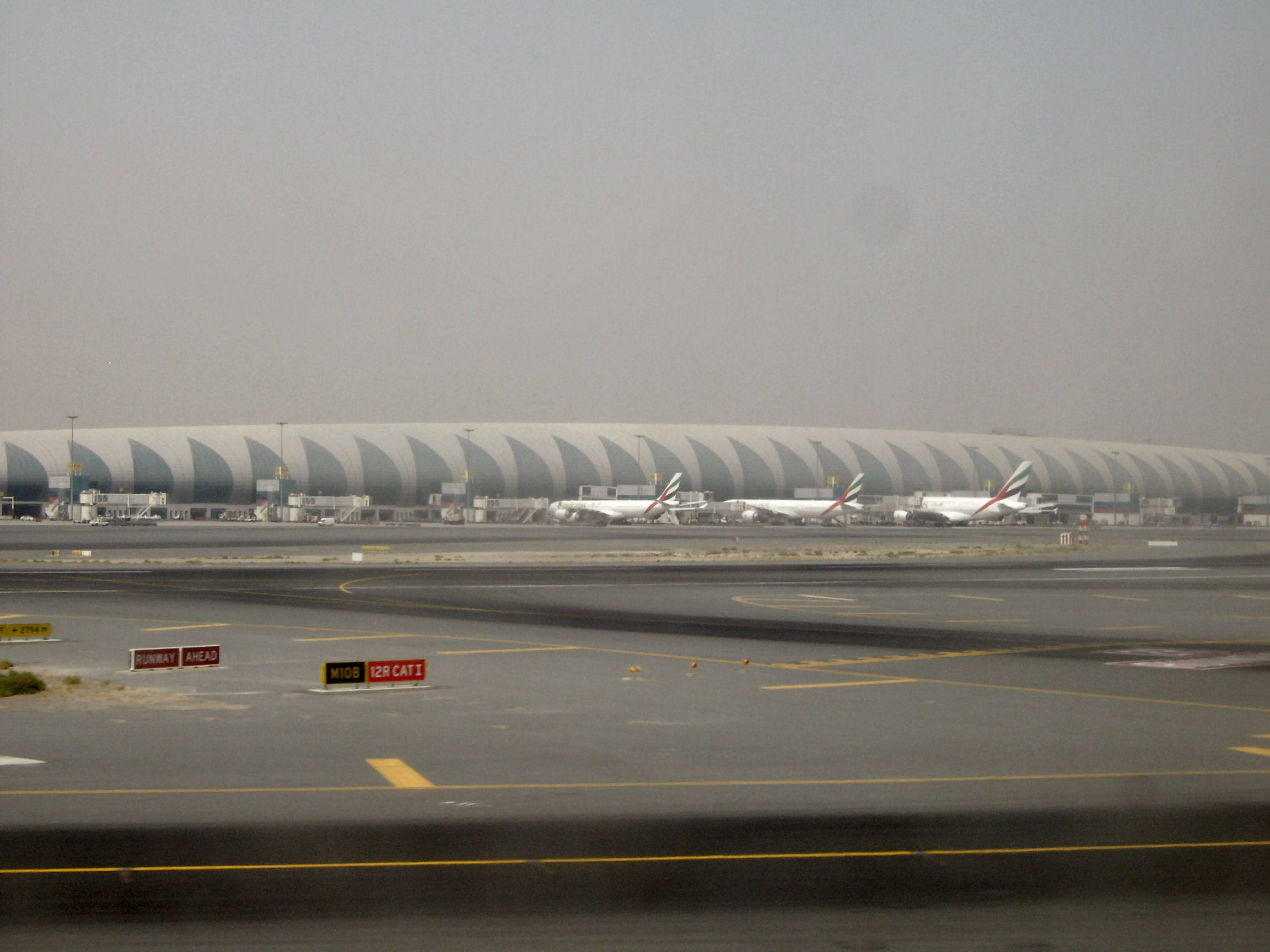
Il Molo B del Terminal 3

Il Molo B è direttamente collegato al Terminal 3, ed è esclusivamente dedicato a Emirates. L'area totale del molo è di 675.000 m². L'atrio è lungo 945 m, largo 90,8 m (nel punto medio) e 49,5 m di altezza. Il terminale dispone di 10 piani (4 seminterrato, un piano terra e cinque piani fuori terra). L'edificio comprende attualmente una struttura a più livelli per partenze e arrivi e comprende 32 gate, etichettati B1-B32. Il molo ha 26 manicotti d'imbarco e cinque sale lounge di imbarco per 14 piazzole di sosta che sono solo per Airbus A380 e Boeing 777. Per i passeggeri in transito il molo ha 3 aree e 62 banchi check-in.
Il molo comprende anche la sala Marhaba e altre sale lounge per la prima e per la business class della Emirates. Il salone di prima classe ha una capacità di 1.800 passeggeri e una superficie totale di 12.600 m². La lounge della business class ha una capacità di 3.000 passeggeri e una superficie totale di 13.500 m². La sala Marhaba, la più piccola sala del molo ha una capacità di 300 passeggeri alla volta.
La superficie commerciale totale del molo è di 120.000 m² ed è completamente gestita dalla Dubai Duty Free, inclusi i 18 ristoranti presenti.
Ci sono anche 3 hotel nel molo, tra cui un hotel a 5 stelle e un hotel a 4 stelle.
C'è un collegamento diretto al Terminal Sheikh Rashid (molo C) situato presso la struttura della torre di controllo attraverso le passerelle per i passeggeri. Vi è anche un albergo con 300 camere e un club del benessere. Il molo B comprende cinque manicotti d'imbarco che sono in grado di gestire il nuovo Airbus A380.
Emirates continua a mantenere la propria presenza nel molo C, operando in 12 gate e offrendo ai propri clienti sale lounge per prima e business class.

#### Molo C
Il Molo C, che fa parte del Terminal 3, è stato aperto nel 2000 ed è stato il molo principale dell'aeroporto prima dell'apertura del Molo B del Terminal 3. È dotato di 50 gate, di cui 28 manicotti d'imbarco e 22 porte remote situate a un livello inferiore del terminal. I cancelli sono contrassegnati C1-C50.
Il molo ha più di 17 bar e ristoranti e la Food Court è situata al livello delle partenze. Inoltre vi sono: un hotel a 5 stelle, 2 centri affari, 2 palestre, un duty-free shop da 5.400 m², sale di preghiera e un centro medico.
La Emirates continua a mantenere la propria presenza in 12 gate del Molo C, così come nelle sale lounge per la prima classe e la Business Class. Anche altre compagnie possiedono salotti lounge, tra cui Gulf Air, British Airways, KLM e Star Alliance.

#### Molo D
L'edificio venne pianificato per un'ulteriore espansione dell'aeroporto di Dubai, così il 14 novembre 2008 (data in cui la Emirates ha completato le sue operazioni al nuovo Terminal 3) venne annunciata la costruzione del Terminal 4.
Nel maggio 2011 Paul Griffiths, direttore generale degli Aeroporti di Dubai, ha rivelato il masterplan del Dubai International. Esso ha previsto la realizzazione del Molo D (precedentemente chiamato Terminal 4) con una capacità di 15 milioni di persone portando la capacità complessiva dello scalo a 90 milioni di passeggeri. Ha permesso inoltre di vedere la Emirates prendere in consegna le operazioni al Molo C, insieme ai moli A e B, in cui opera già. Tutte le restanti compagnie si sono spostate al Molo D o sono passate all'Aeroporto Internazionale Al Maktoum. Le statistiche prevedono che il traffico passeggeri e merci aumenterà ad un tasso medio annuale del 7,2% e 6,7%, infatti entro il 2020 il numero dei passeggeri arriverà a 98,5 milioni di persone e i volumi delle merci supereranno i 4,1 milioni di tonnellate.

### Padiglione VIP Al Majlis
Il padiglione VIP Al Majlis è stato costruito esclusivamente per il Dubai Royal Air Wing e ha aperto il 1º luglio 2008. L'intera struttura è un terminal di 3.400 m² e include un Royal Majlis e un'antenna radio. Esso comprende anche 8 hangar che hanno un'area totale di 69.598 m², altri hangar per la manutenzione di Boeing 747 e Airbus A380 e una portineria per il servizio VIP di 1.200 m². Nel 2010 ci sono stati 47.213 clienti e 13.162 movimenti aerei, invece nel 2009 un totale di 43.968 clienti e 14.896 movimenti.

### Dubai Executive Flight Terminal
L'Executive Flight Services (EFS) si rivolge a quei passeggeri di alta classe o di particolare importanza, che spesso viaggiano attraverso gli aeroporti internazionali di Dubai. Si trova presso la zona franca dell'aeroporto, vicino al Terminal 2. Si rivolge solo ai voli privati esclusivi al terminal. Le compagnie aeree che operano al terminal sono tenute ad avere e gestire un salotto. Nel 2010 EFS ha gestito 7.889 aeromobili e 25.177 passeggeri.
Il centro stesso si trova vicino al Terminal 2 e comprende 5.500 m² destinati ai due piani principali dell'edificio, un hangar di 3700 m², una zona di 3700 m² per il parcheggio degli aeromobili e uno speciale parcheggio VIP per i parcheggi a lungo termine. Il centro dispone anche della sezione immigrazione e di quella doganale, di negozi del Dubai Duty Free, un centro business completamente attrezzato e un centro conferenze, 8 lussuosi salotti privati e un servizio limousine tra aeromobili e il terminal.
L'area di sosta del terminal è in grado di ospitare fino a 22 jet privati di piccole dimensioni, tra 8 e 12 jet di medie dimensioni, o fino a 3 jet di dimensioni grandi, come il Boeing Business Jet, il Boeing 727 o l'Airbus A319.
L'impianto EFC è il più grande terminal dell'aviazione commerciale in Medio Oriente.

### Centro Fiori

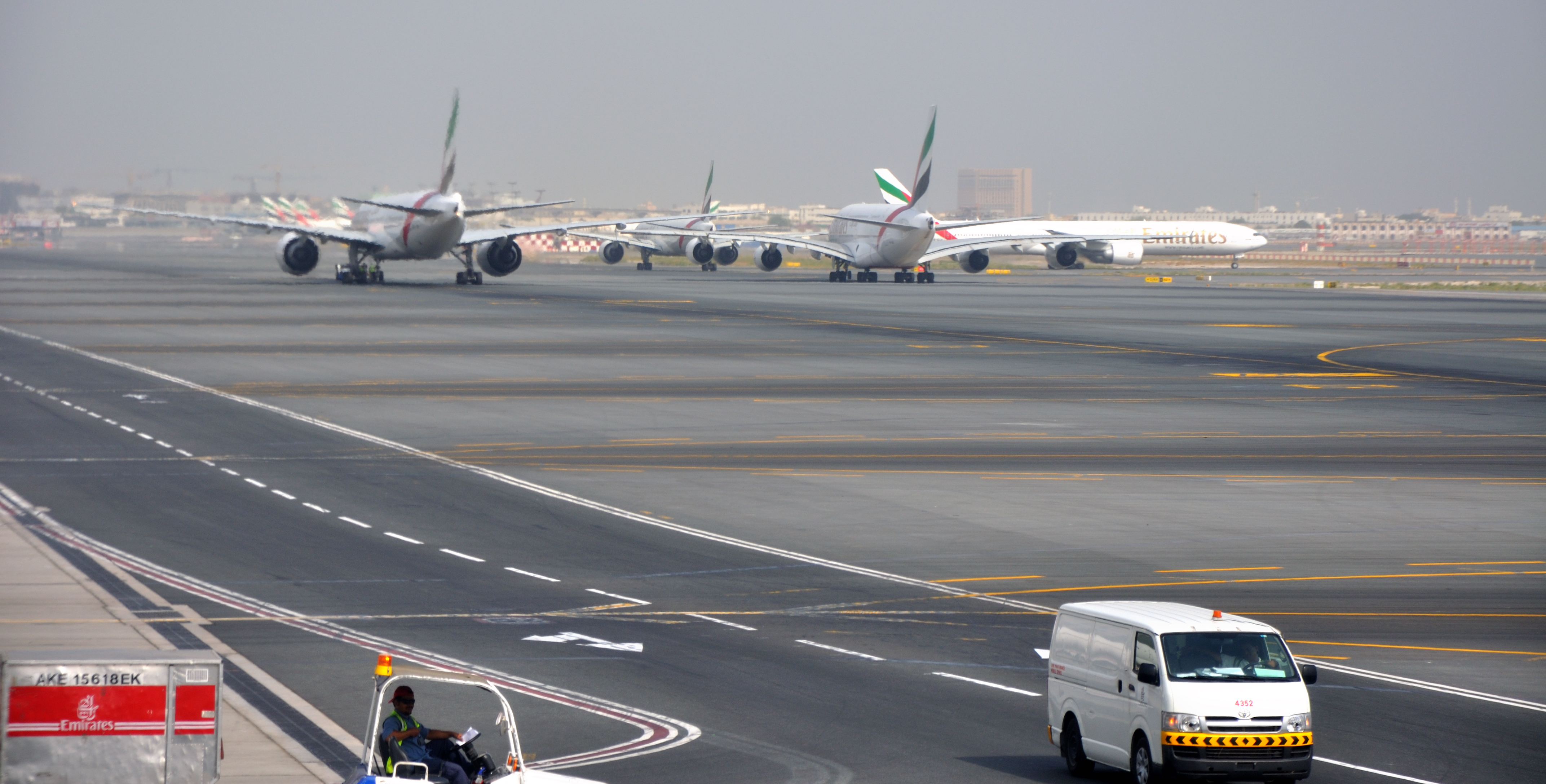
Velivoli sulla pista di rullaggio 12L/30R

L'aeroporto di Dubai ha costruito un apposito centro del fiore per gestire le importazioni e le esportazioni di fiori. Data l'importanza di questa particolare tipologia di merce per Dubai, l'aeroporto ha fatto edificare una struttura specializzata proprio per questi prodotti che hanno bisogno di condizioni particolari. La prima fase del centro fiori è stata completata nel 2004 e ha avuto un costo di 50 milioni di dollari.
Il centro del fiore non è ancora finito e la costruzione continuerà in altre due fasi. Il centro offrirà un maggiore livello di automazione per un periodo che va da 5 a 7 anni per la lavorazione di prodotti floreali. Si inizierà con un sistema semi-automatico con selezione manuale prima di diventare completamente automatizzato.
Il centro una volta completato e funzionante avrà una superficie di circa 100.000 m² tra cui diverse camere di esportazione e uffici. La capacità di gestione del centro è prevista per più di 300.000 tonnellate di prodotto annuo. L'intero impianto (ad eccezione degli uffici) verrà mantenuto ad una temperatura da 2 °C a 4 °C.

### Piste
L'aeroporto di Dubai dispone di due piste: la 12R/30L, lunga 4447 m e la 12L/30R, lunga 4000 m, lo spazio di larghezza tra le due piste è 60 m. Le piste sono dotate di quattro serie di ILS per guidare i piloti in un atterraggio sicuro, anche in condizioni meteorologiche pessime. Entrambe le piste sono state recentemente ampliate per accogliere l'A380.
Nel 2009, è stato annunciato che l'aeroporto ha installato un sistema di categoria III, che consente agli aerei di atterrare in condizioni di scarsa visibilità, come nebbia. Questo sistema sarà il primo del suo genere negli Emirati Arabi Uniti.
Nel 2013 gli aeroporti di Dubai hanno annunciato un programma di 80 giorni di lavoro per ristrutturare ogni pista, che avrà inizio il 1º maggio 2014. La pista nord sarà riasfaltata, mentre saranno installati miglioramenti all'illuminazione e alle vie di rullaggio supplementari sulla pista sud per contribuire a rafforzare la propria capacità. La pista sud sarà chiusa dal 1º al 31 maggio 2014, mentre la pista nord dal 31 maggio al 20 luglio 2014. A causa del congestionamento su una pista, tutti i voli cargo, charter e di aviazione generale saranno dirottati verso l'aeroporto internazionale Al Maktoum.

### Ospitare l'A380
La Emirates Airlines ha la propria sede a Dubai ed è uno dei clienti di lancio e anche il più grande utilizzatore dell'Airbus A380. L'aeroporto aveva bisogno di espandere le strutture esistenti per accogliere aeromobili di maggiori dimensioni. Il Dipartimento dell'aviazione civile ha speso ben 120 milioni di dollari per aggiornare le infrastrutture aeroportuali e due dei suoi terminal, tra cui sale d'attesa ai gate più grandi, nuovi manicotti d'imbarco, pista allargata e nastri trasportatori bagagli dai normali 70 m a 90 m.
L'aeroporto di Dubai ha anche investito 3,5 miliardi di dollari in un nuovo molo A, esclusivamente per la gestione degli A380 della Emirates Airlines. Con le modifiche apportate, l'aeroporto non prevede che gli imbarchi e sbarchi dei passeggeri e dei bagagli dagli A380 richiedano più tempo di quanto non venga fatto per i Boeing 747-400, che trasportano meno passeggeri. Il 16 luglio 2008, l'aeroporto di Dubai ha presentato il primo dei 2 gate appositamente costruiti in grado di gestire il velivolo. Dal costo di 10 milioni di dollari, i nuovi gate consentiranno ai passeggeri di salire sulla parte superiore del velivolo direttamente dalle sale d'attesa del gate. Le sale d'attesa stesse sono state ampliate per soddisfare il maggior numero di passeggeri che volano sugli A380. Oltre a 2 gate nel Terminal 1 e cinque nuovi gate al molo B, aperti il 14 ottobre 2008, il molo A ha aperto il 2 gennaio 2013.

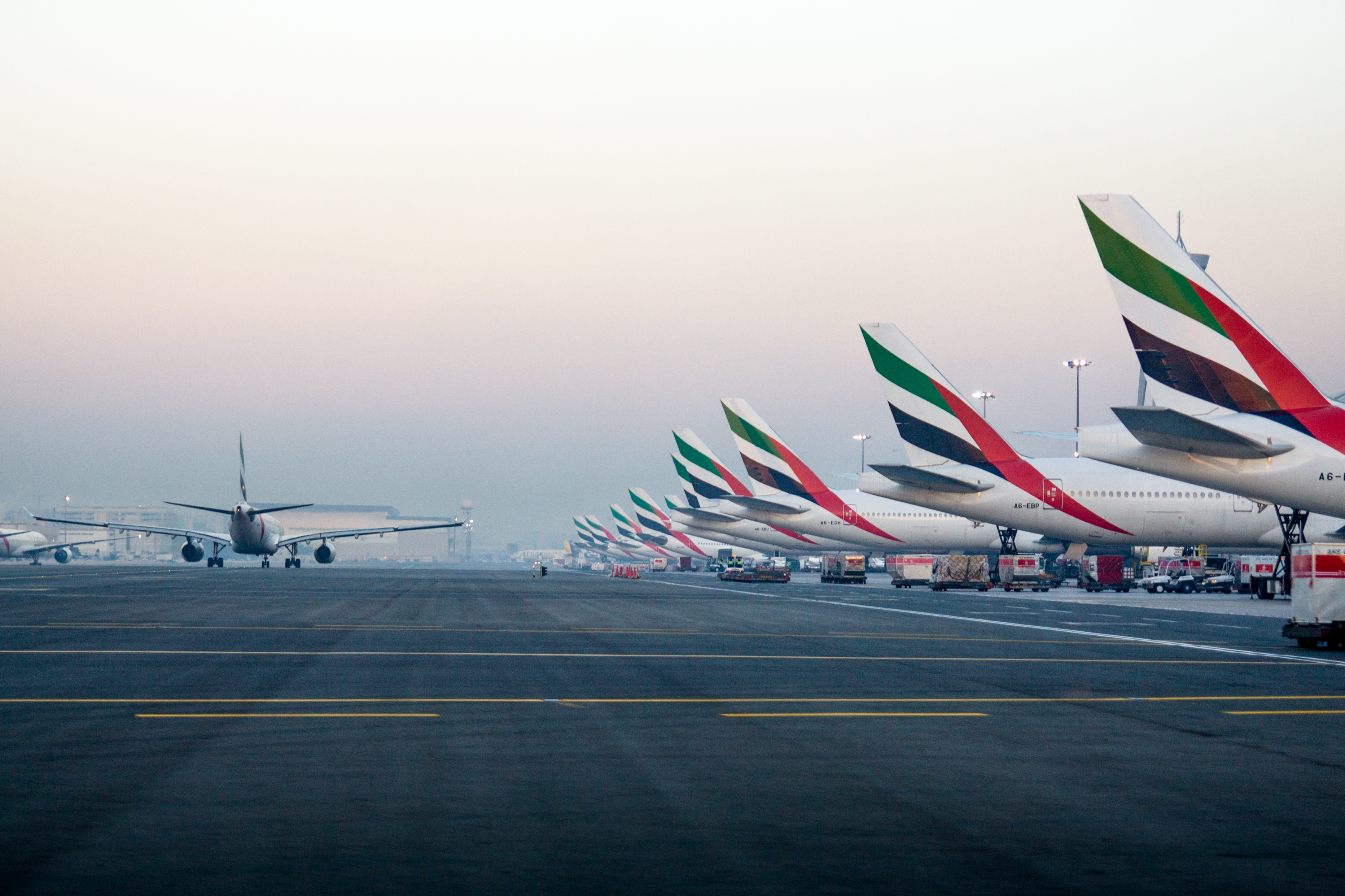
Aerei Emirates parcheggiati presso l'aeroporto

I voli privati sono serviti dal Dubai Aviation Club, che si impegna nell'addestramento al volo dei piloti e offre servizi per i proprietari privati.
Il governo di Dubai fornisce servizi di ricerca e soccorso a breve e lungo raggio, di sostegno alla polizia, di evacuazione medica e voli di scopo generale e tutti i voli VIP per l'aeroporto.

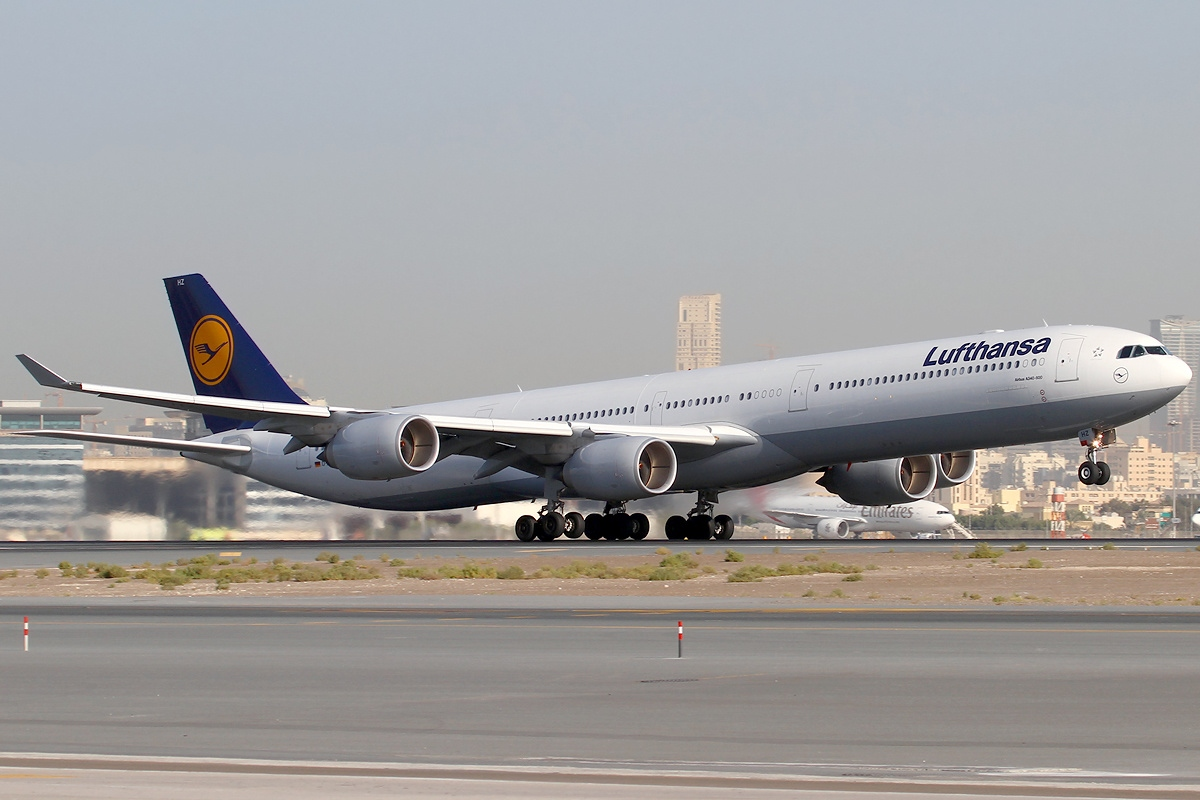
Airbus A340-600 Lufthansa in decollo

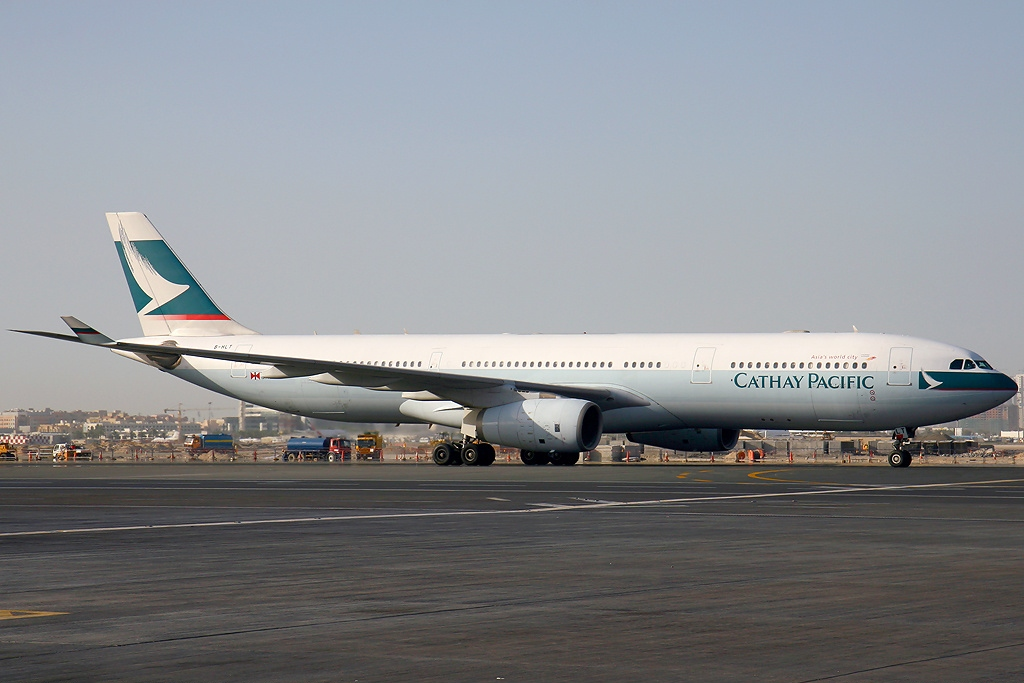
Airbus A330-300 Cathay Pacific in aeroporto

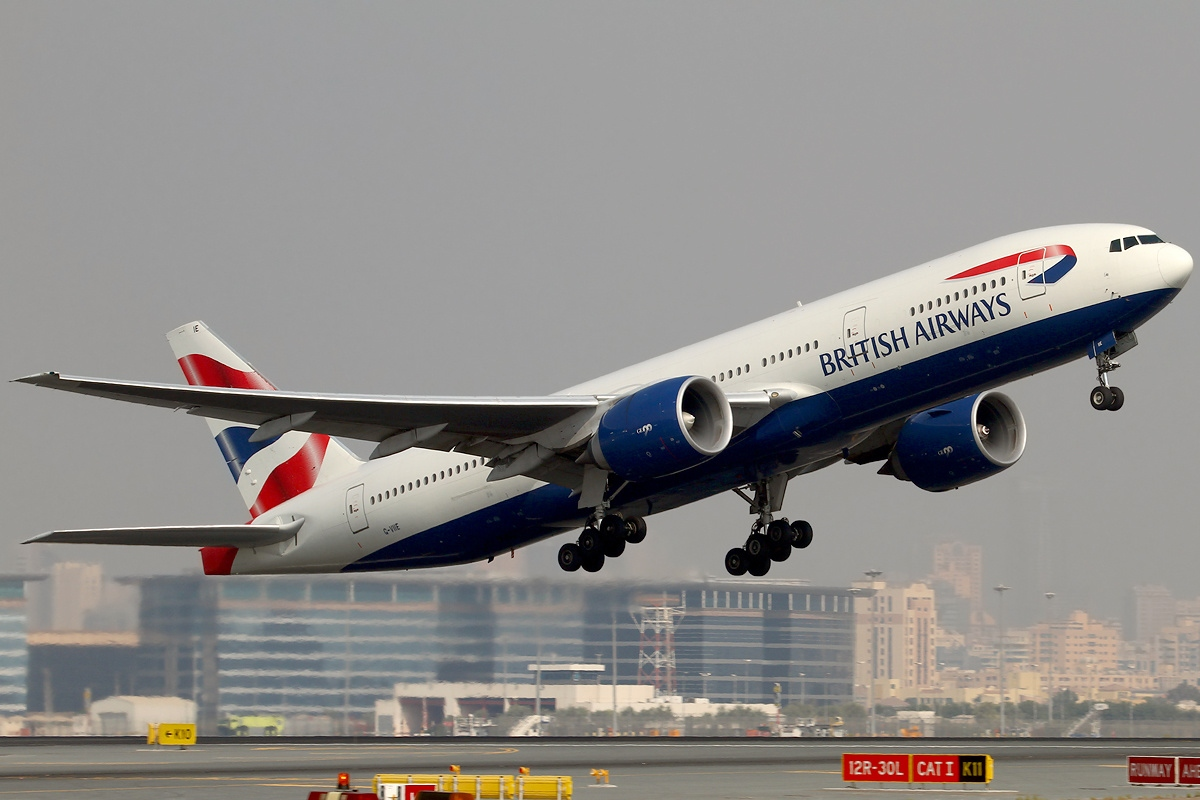
Boeing 777-200ER British Airways in decollo

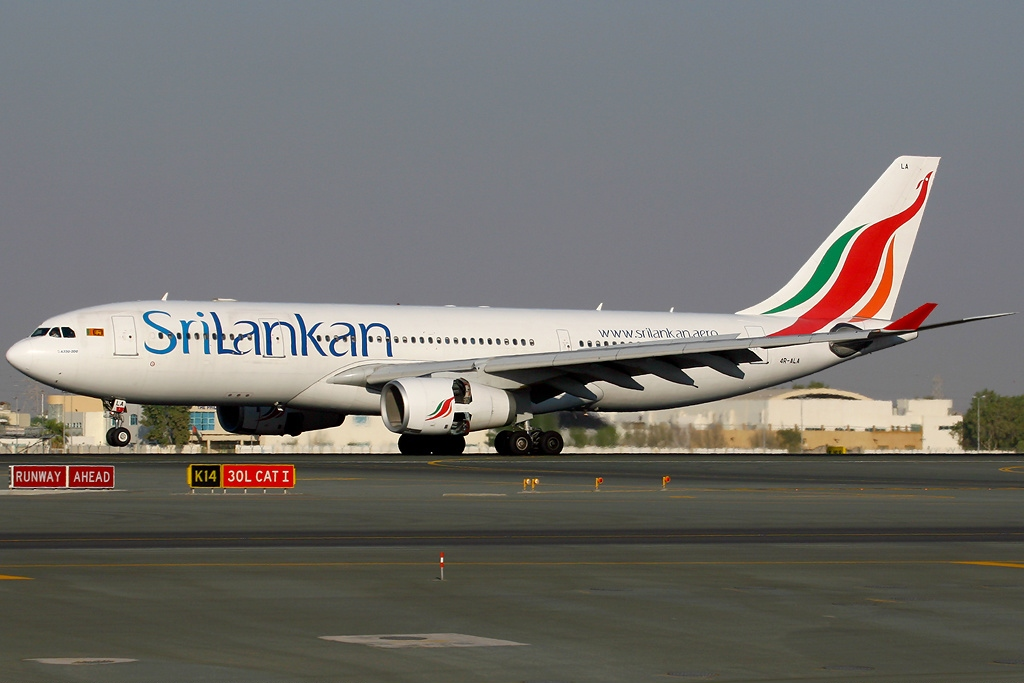
Airbus A330-200 SriLankan Airlines in aeroporto

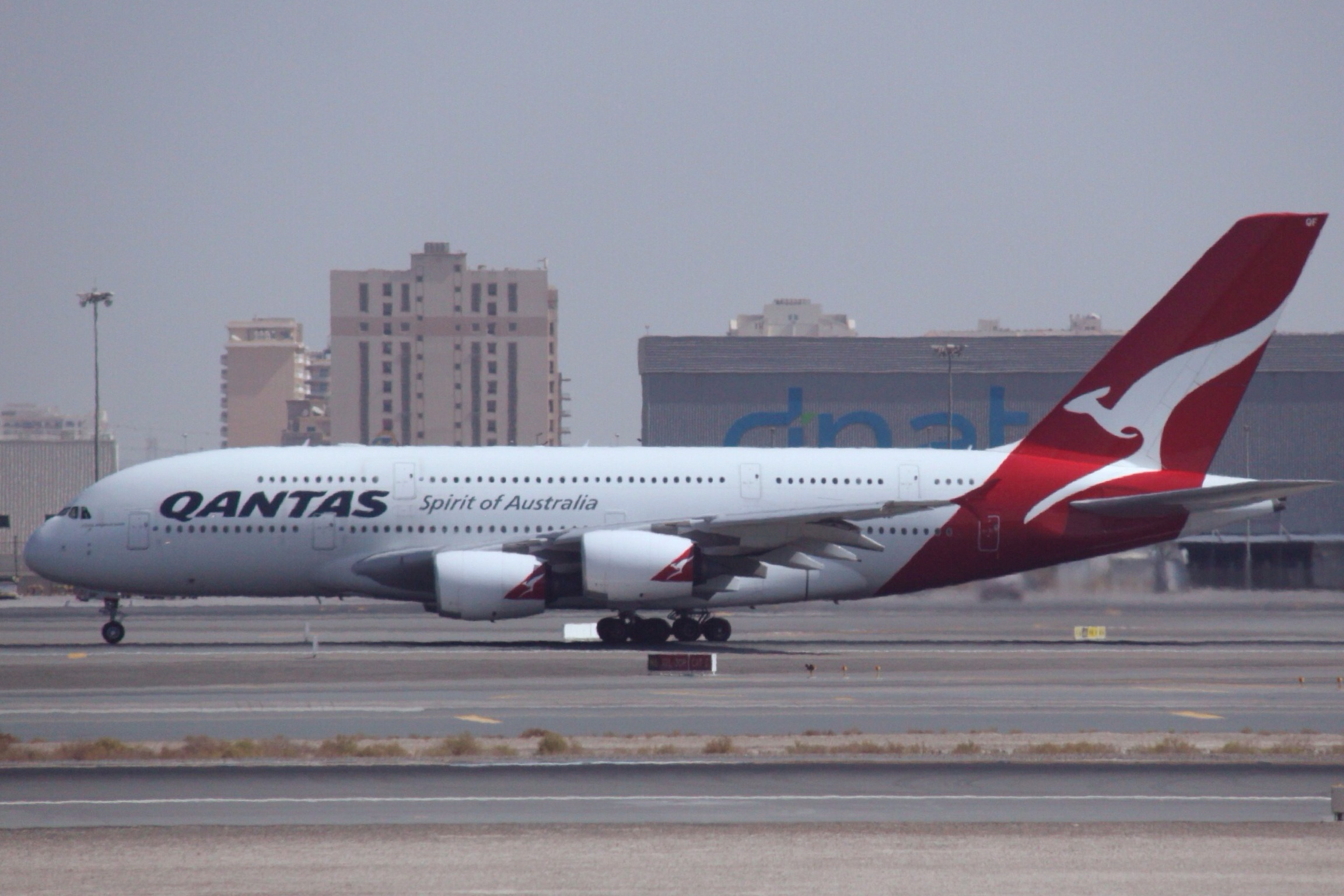
Airbus A380-800 Qantas in rullaggio

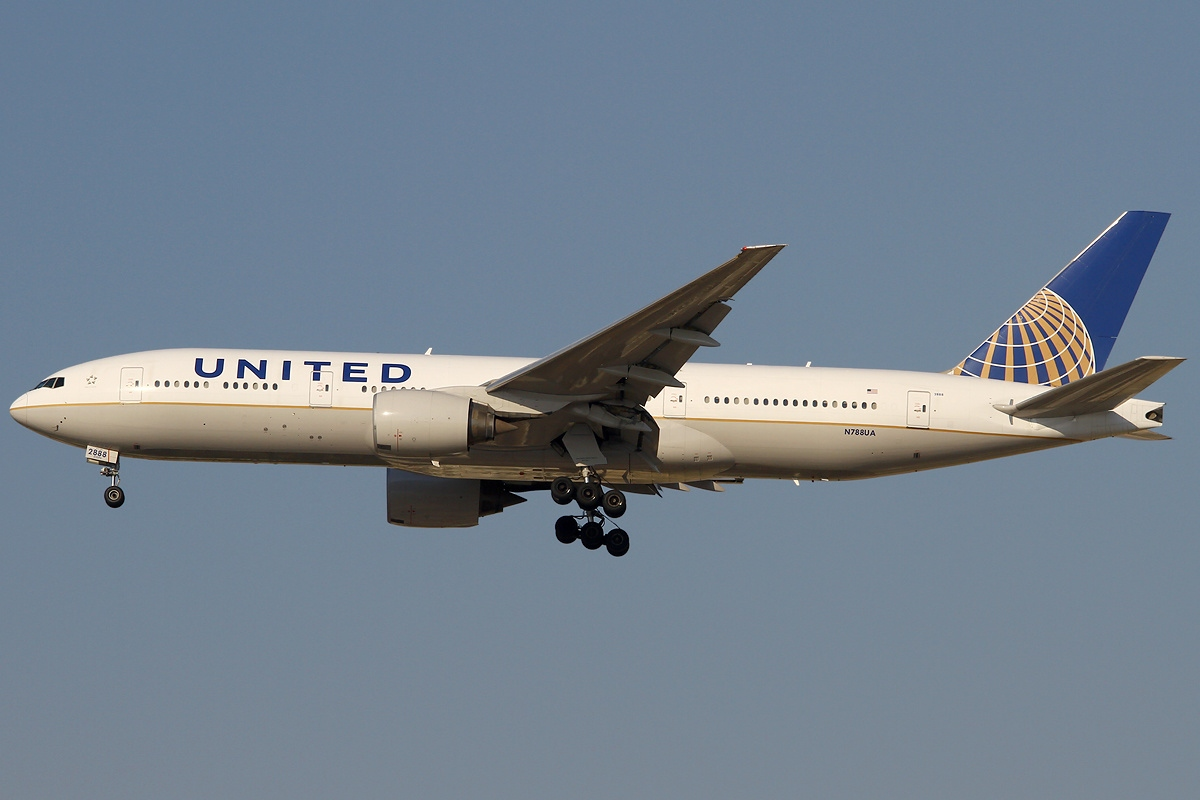
Boeing 777-200ER United Airlines in decollo

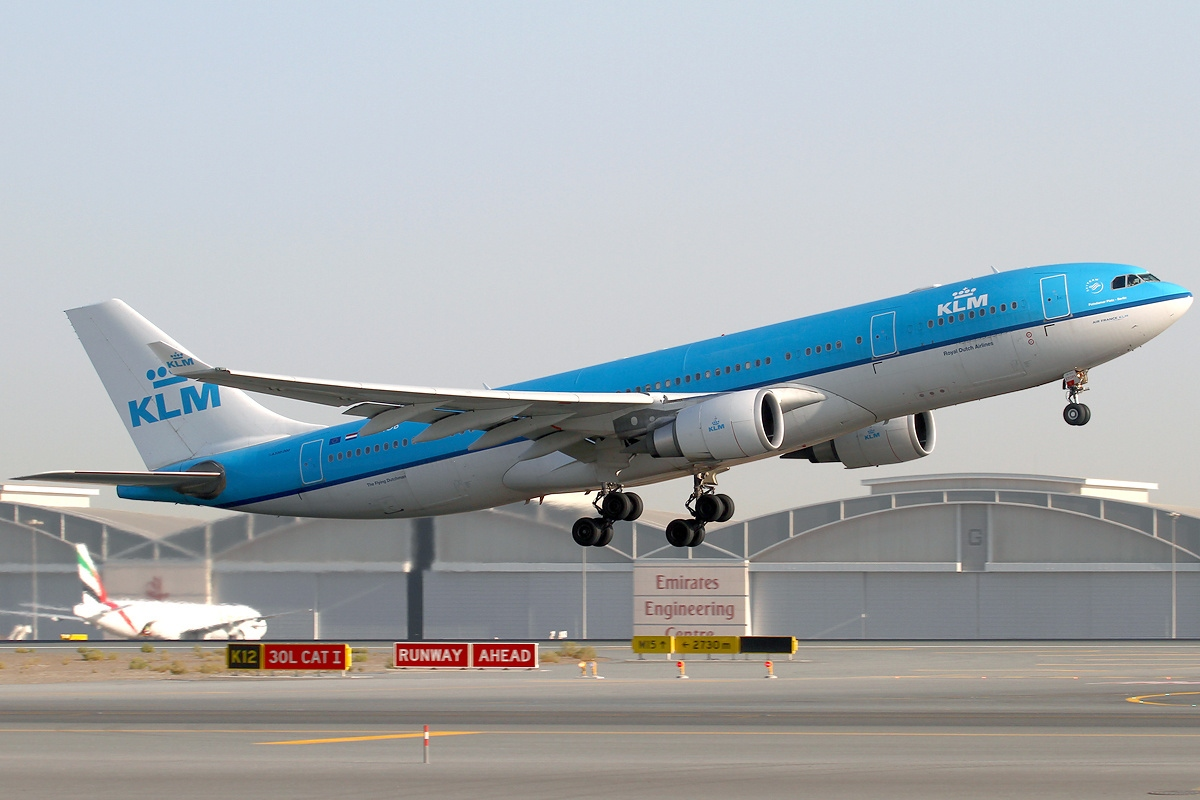
Airbus A330-200 KLM in decollo

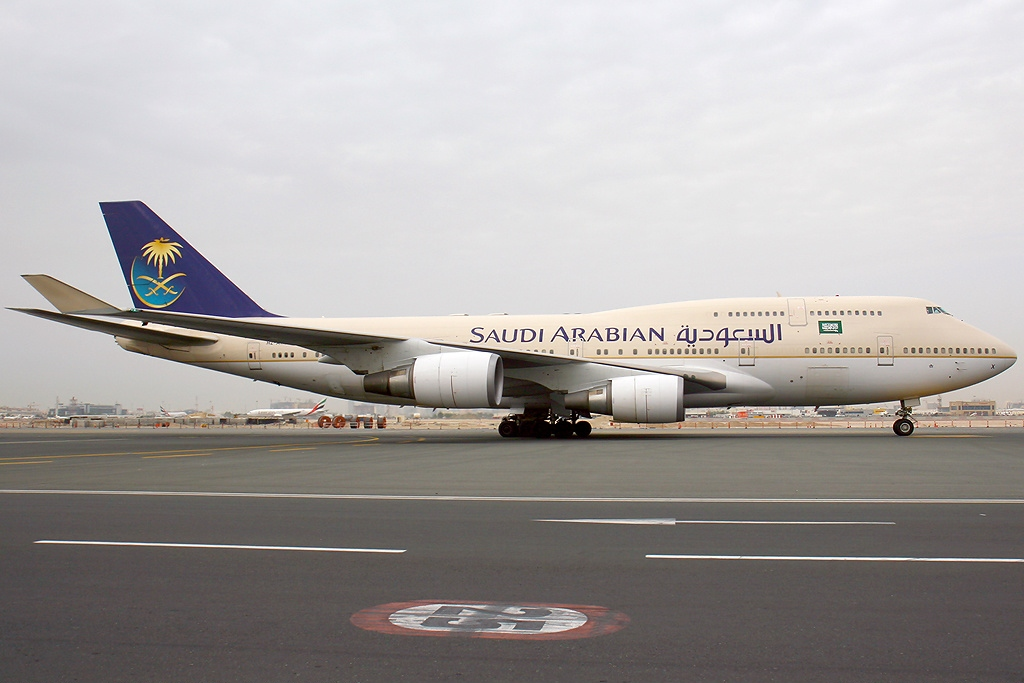
Boeing 747-400 Saudia in aeroporto

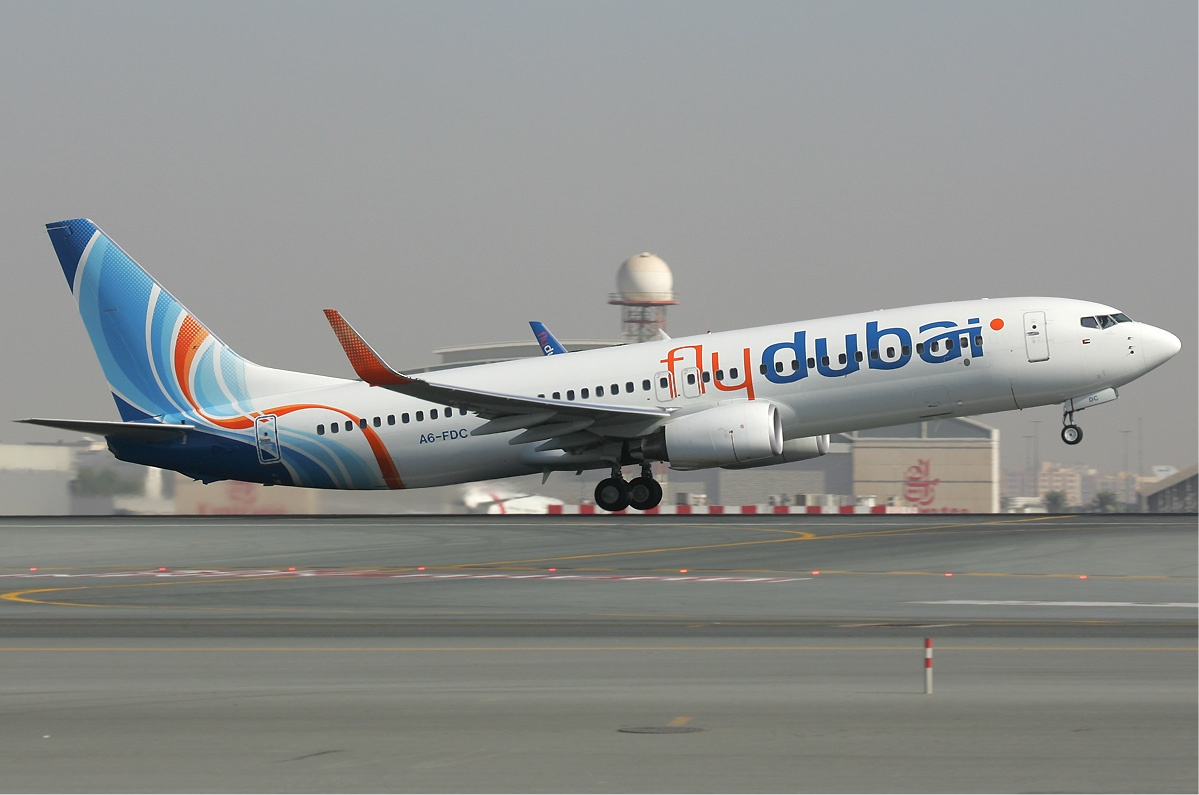
Boeing 737-800 FlyDubai in decollo

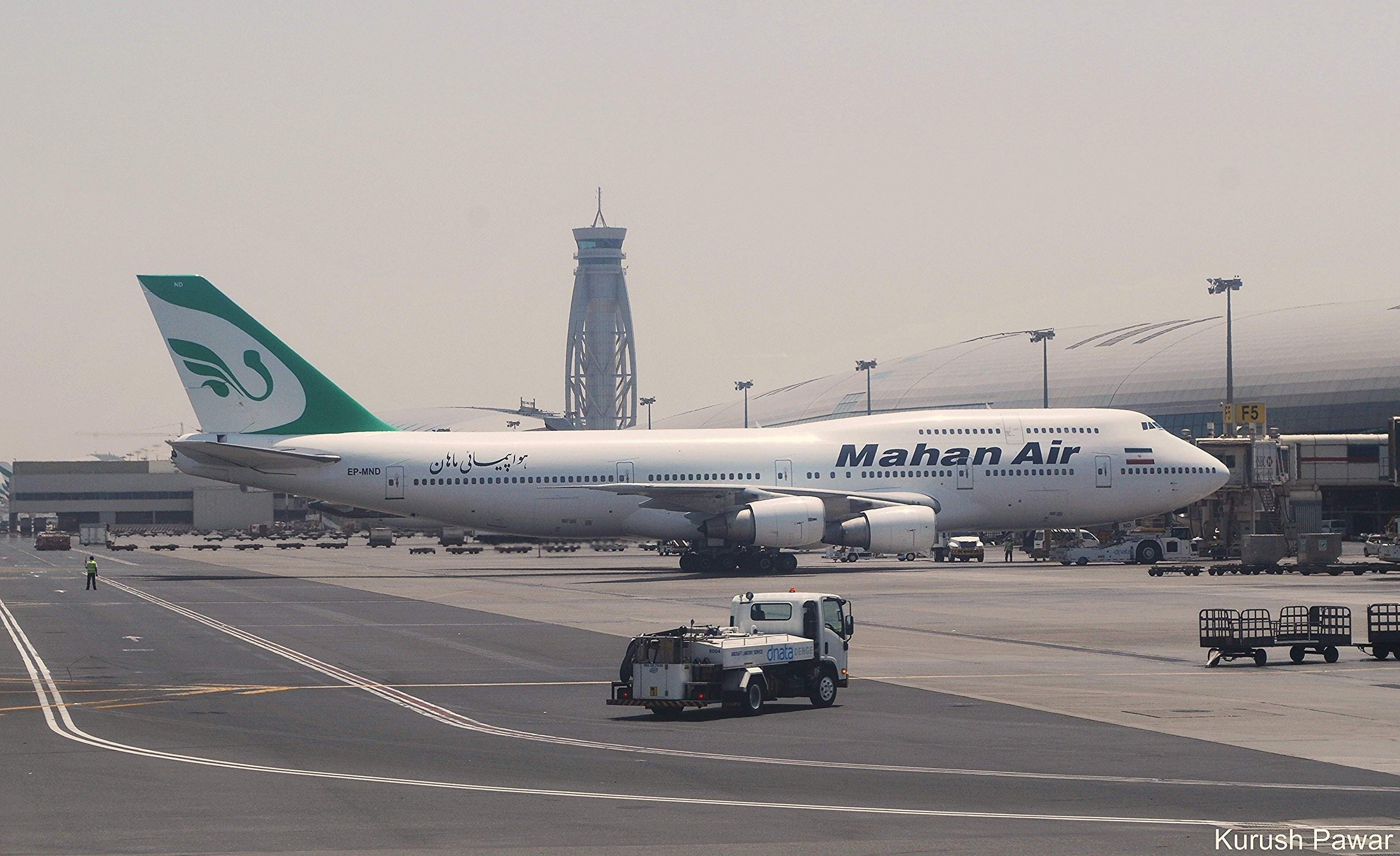
Boeing 747-300 Mahan Air fermo al manicotto d’imbarco

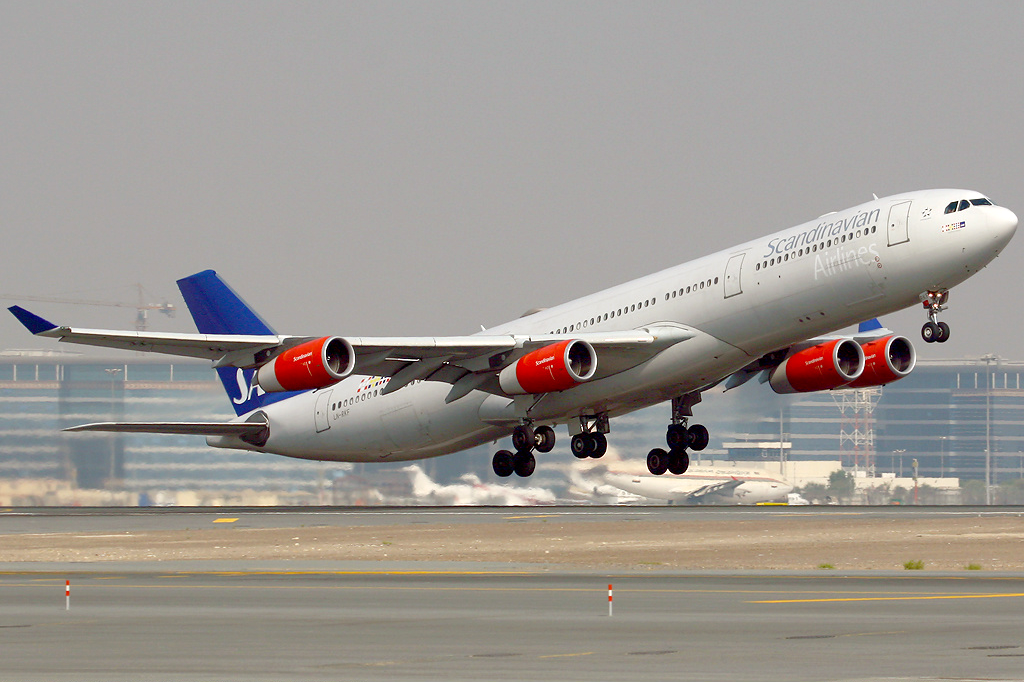
Airbus A340-300 Scandinavian Airlines in decollo

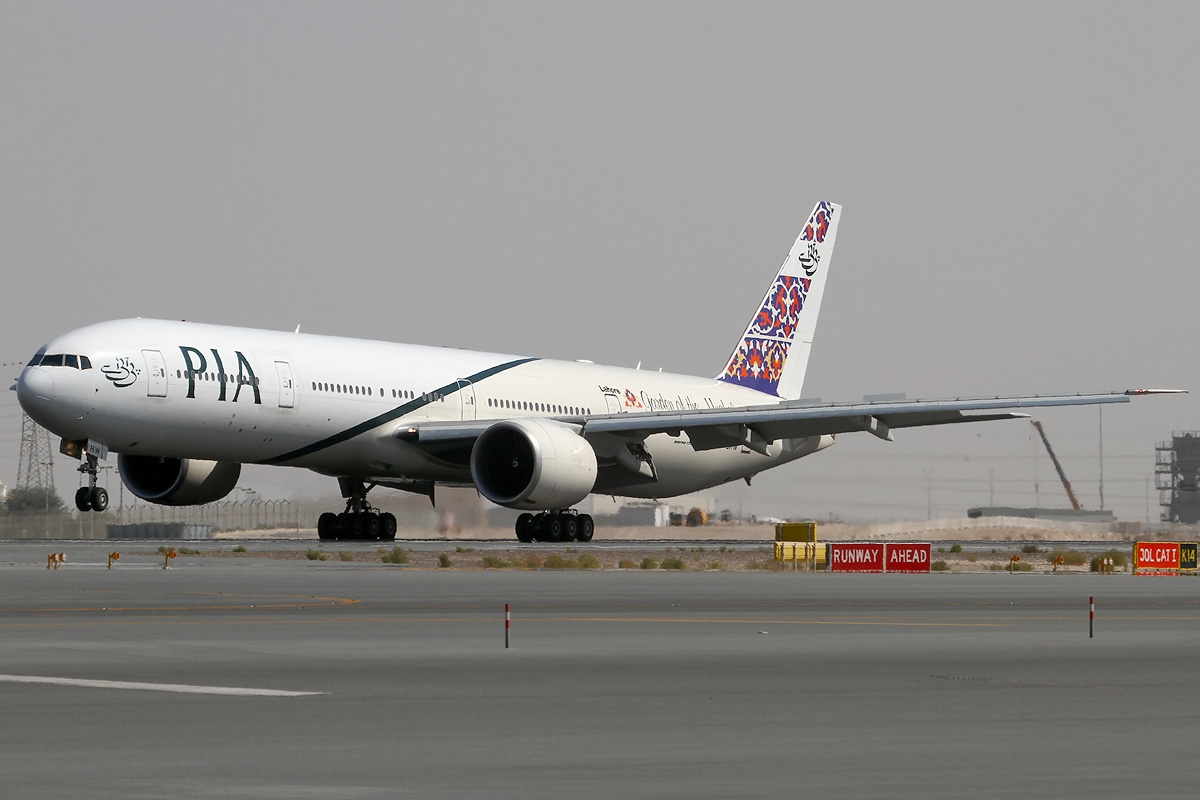
Boeing 777-300ER Pakistan International Airlines in atterraggio

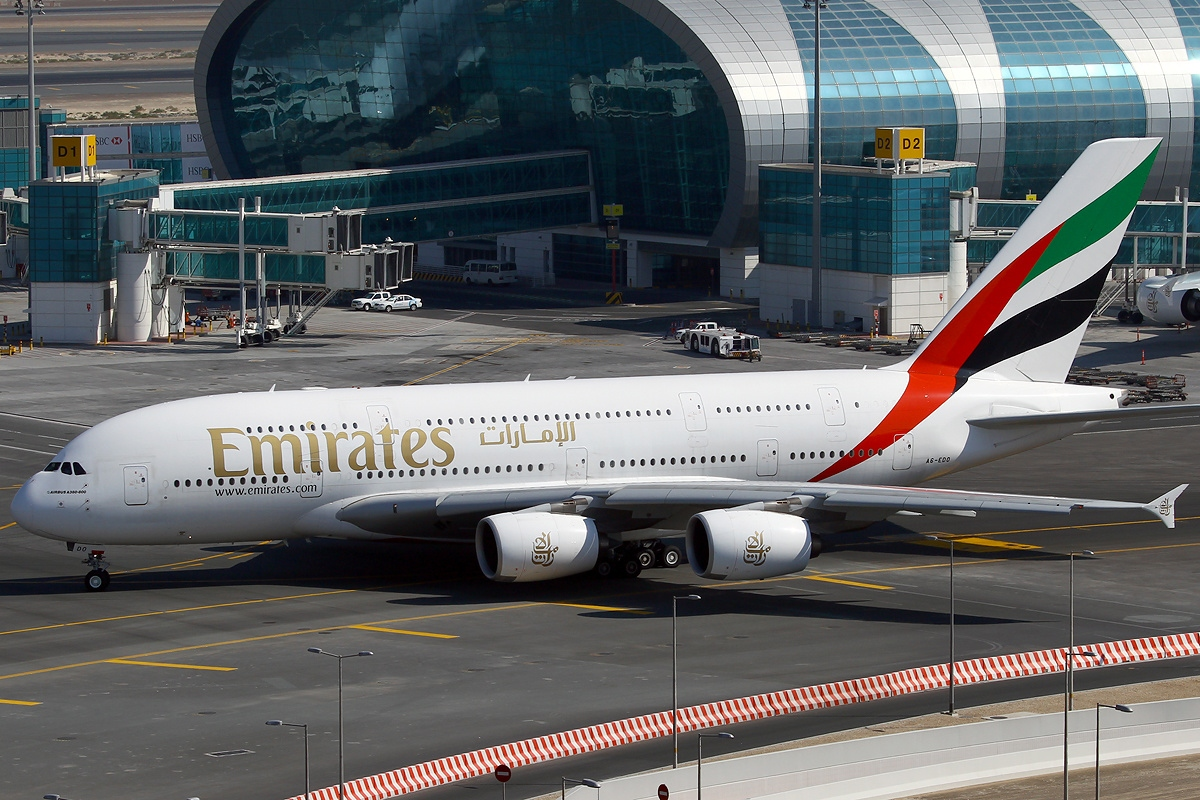
Airbus A380-800 Emirates in rullaggio

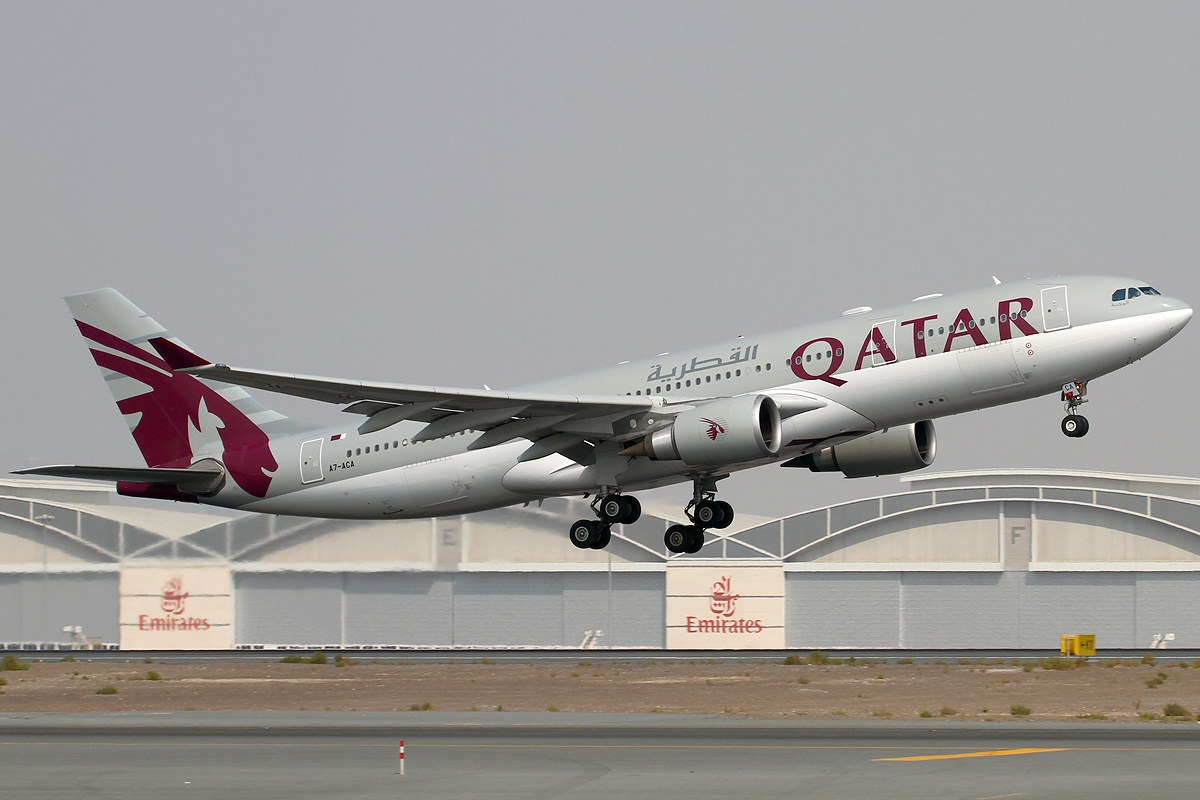
Airbus A330-200 Qatar Airways in decollo

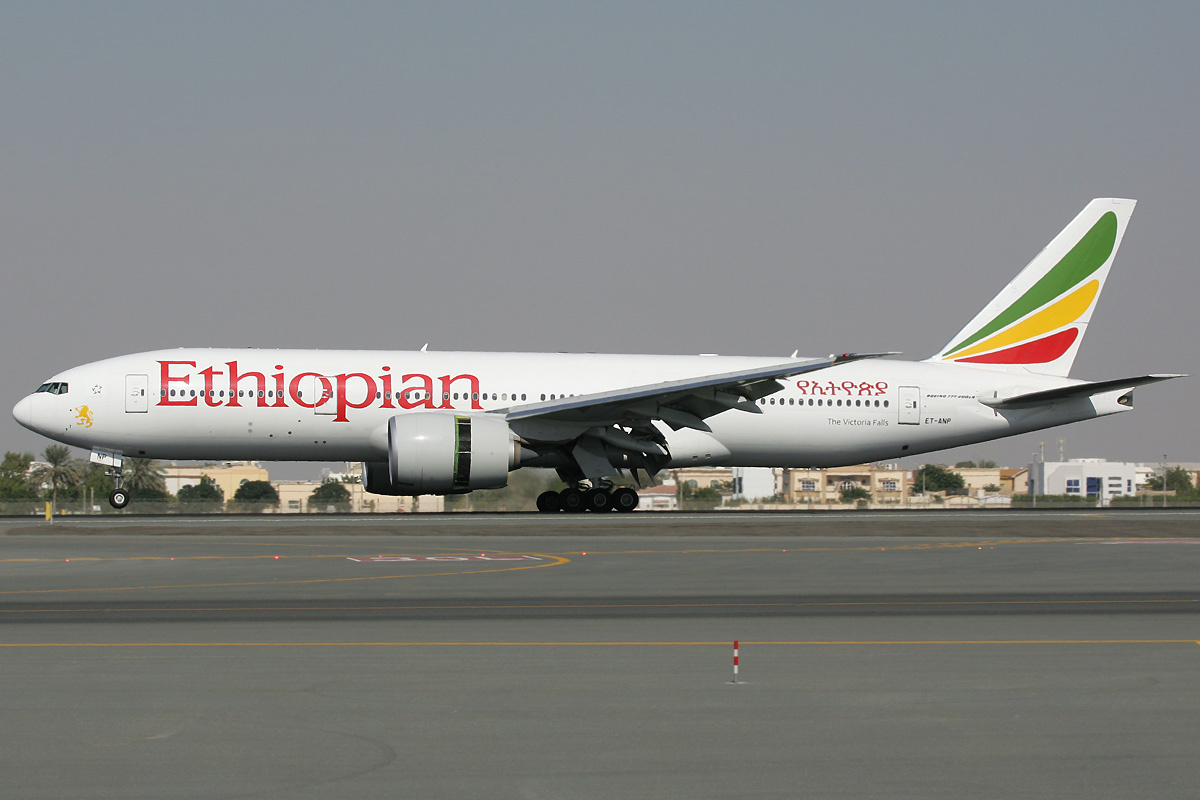
Boeing 777-200LR Ethiopian Airlines in atterraggio

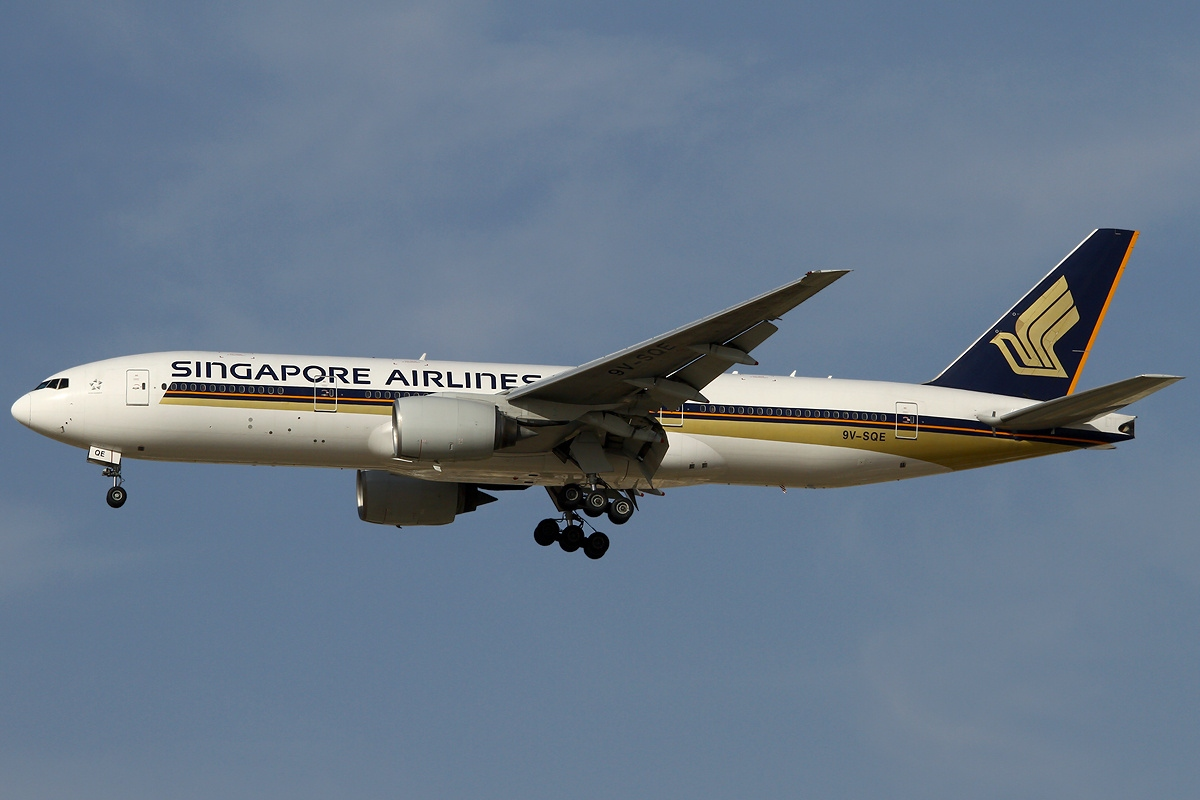
Boeing 777-200ER Singapore Airlines in atterraggio

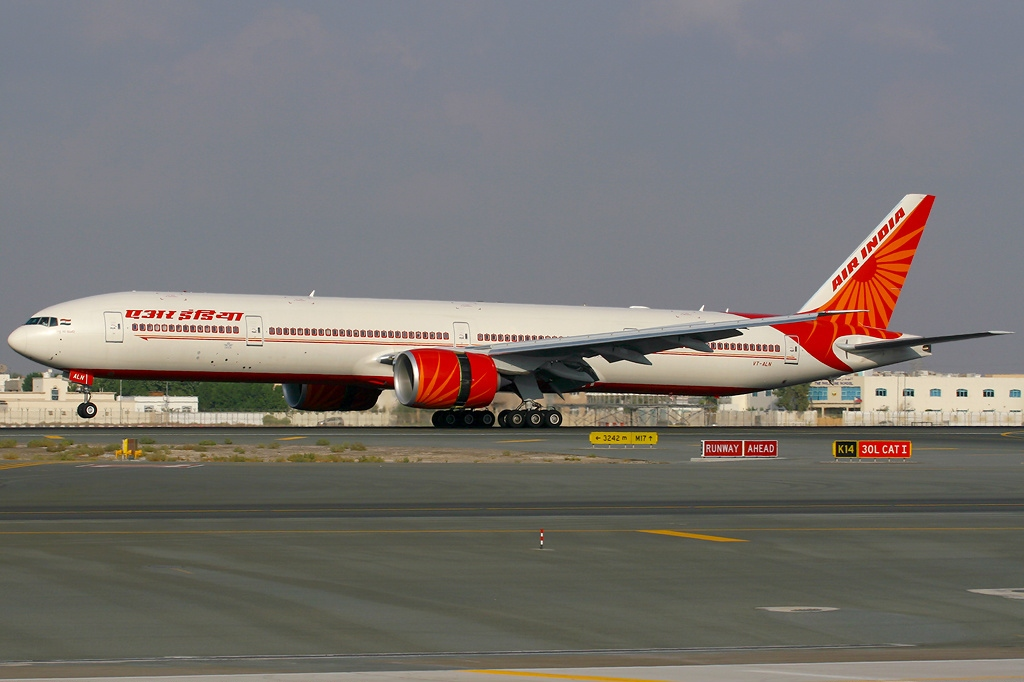
Boeing 777-300ER Air India in atterraggio

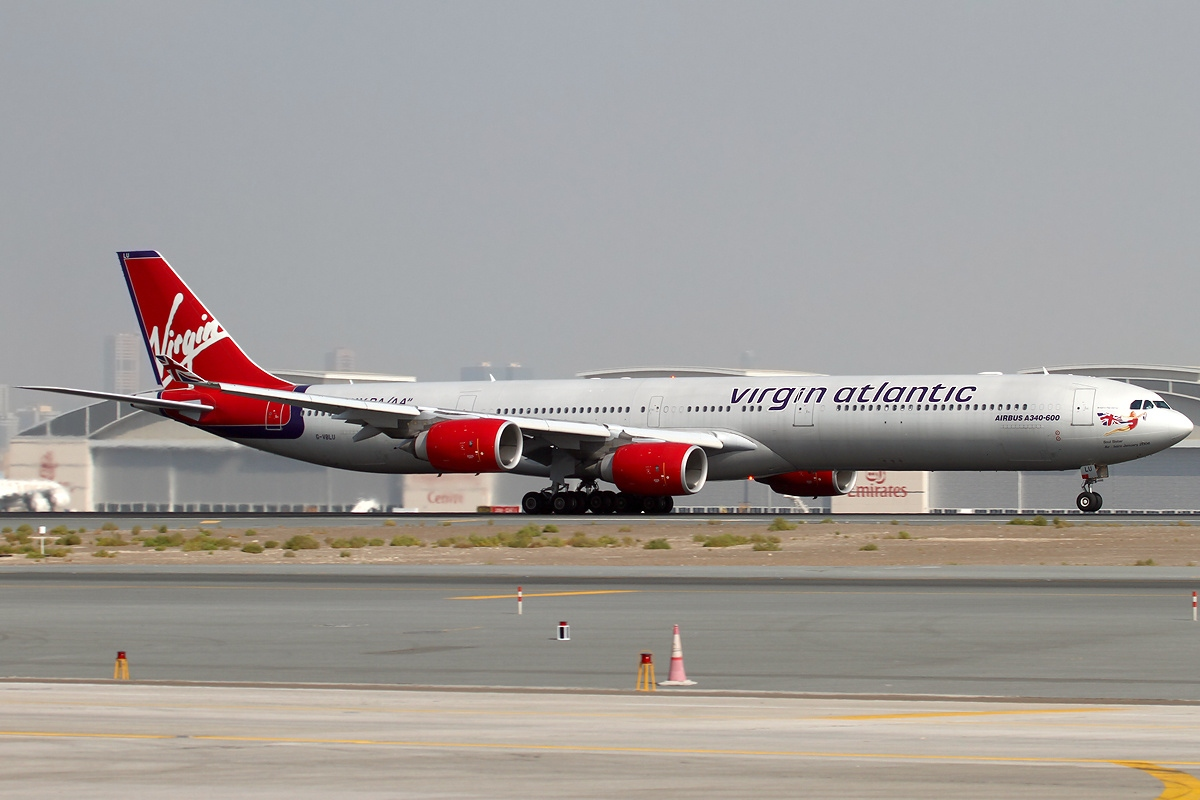
Airbus A340-600 Virgin Atlantic in rullaggio

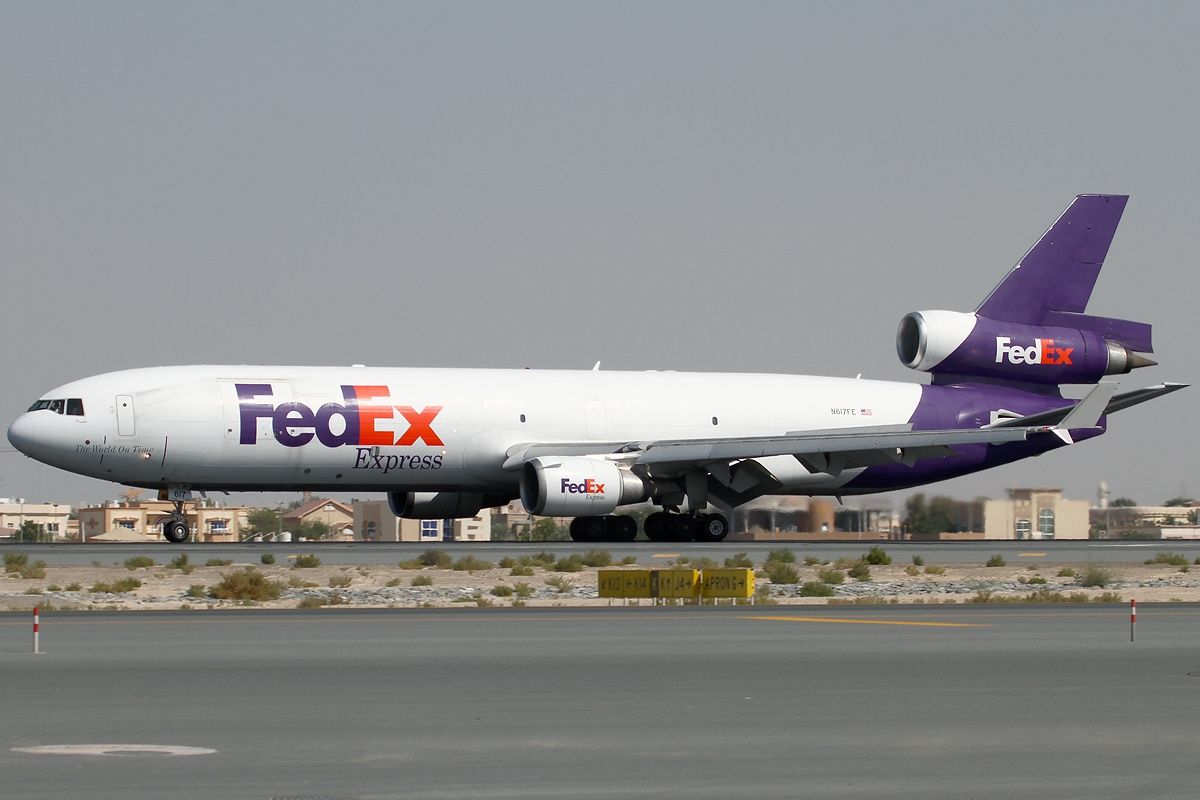
McDonnell Douglas MD-11F FedEx Express in aeroporto

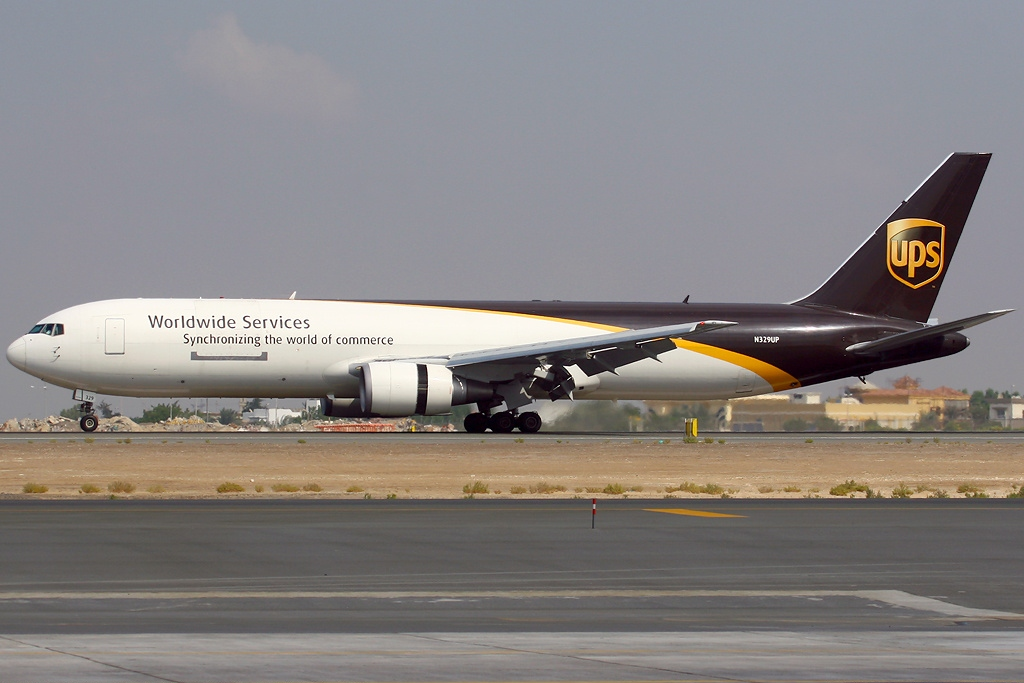
Boeing 767-300ERF UPS Airlines in aeroporto

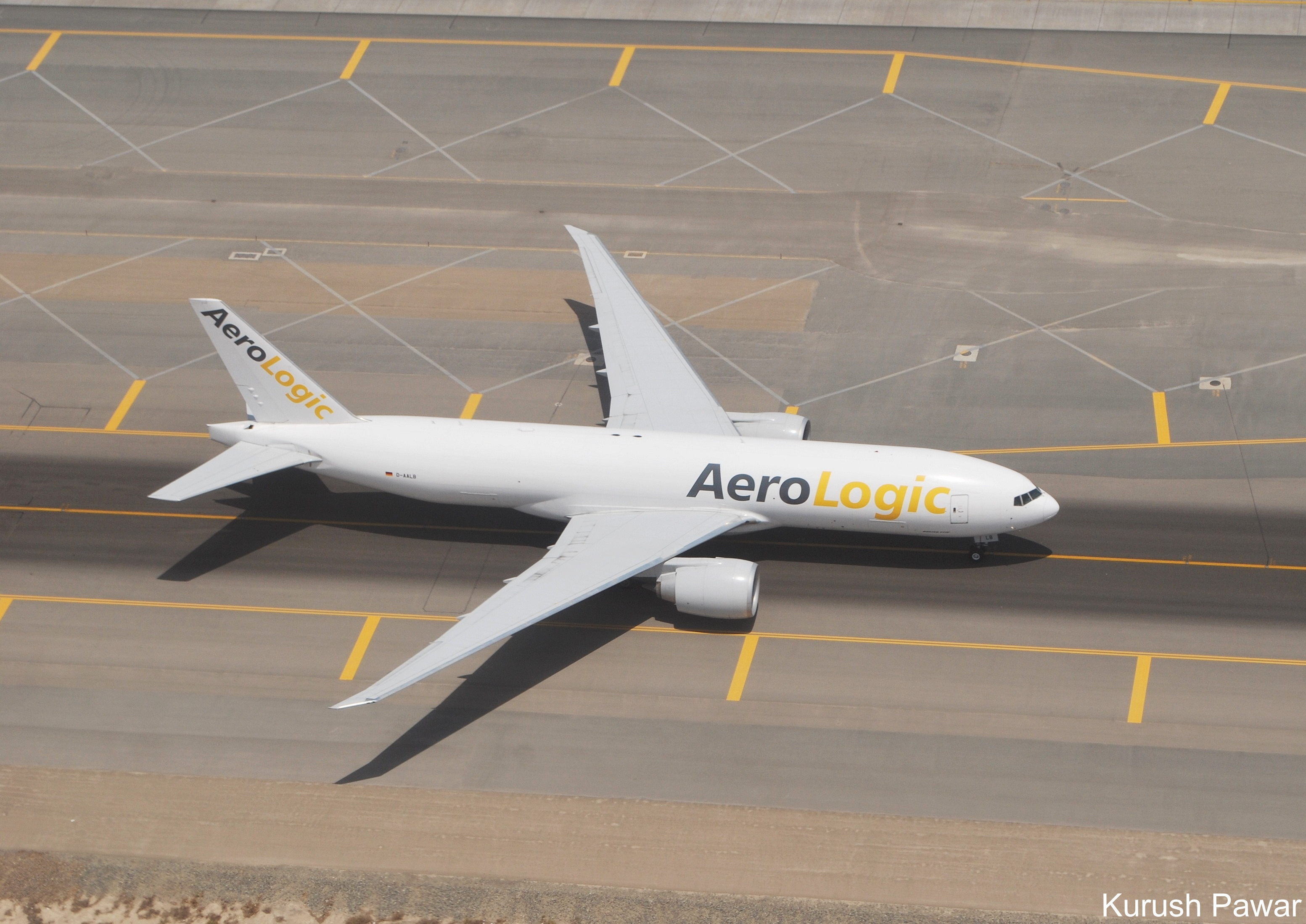
Boeing 777F DHL Aviation operato da AeroLogic in pista

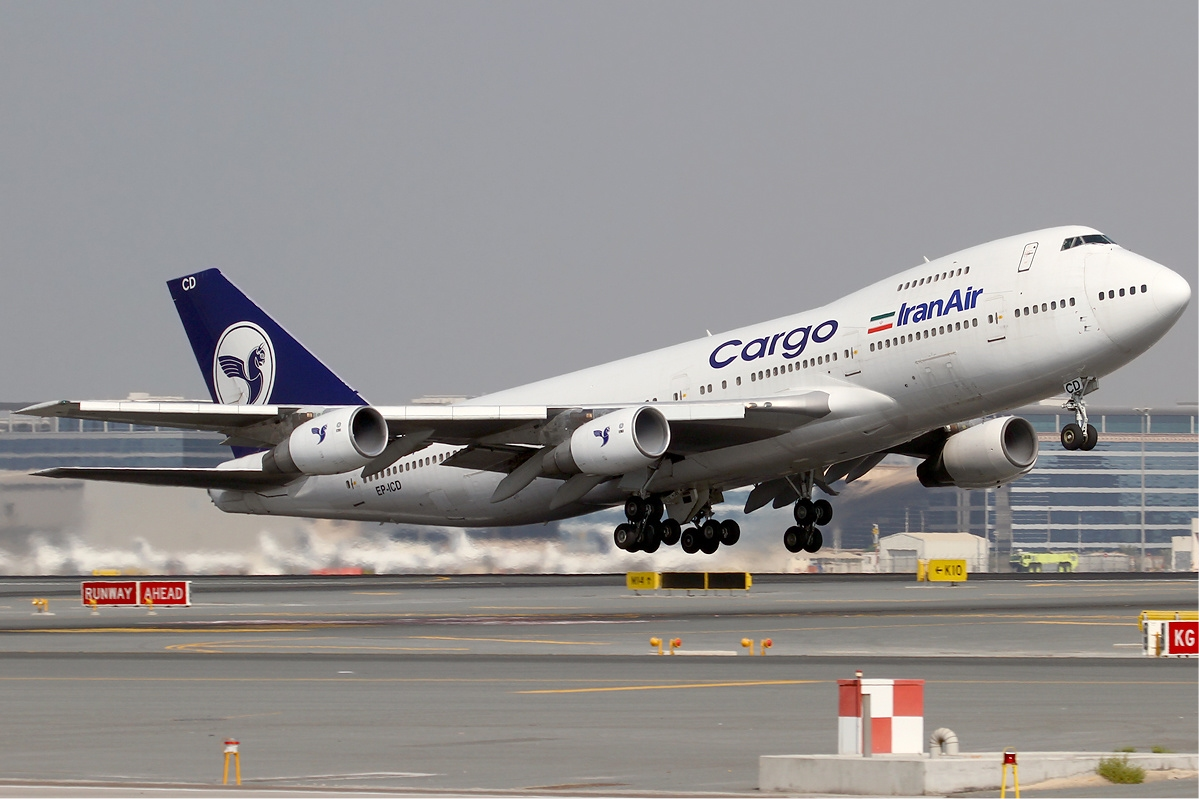
Boeing 747-200F Iran Air Cargo in decollo

## Servizi

### Servizi passeggeri
L'aeroporto dispone di oltre 26.000 m² di spazio tra i suoi tre terminal principali e comprende numerosi negozi e punti di ristoro. I negozi del Dubai duty-free nel Terminal 2 si estendono su 1.400 m² per le partenze e 50 m² per gli arrivi. I 3.437 m² di estensione comprendono anche una grande sala per gli arrivi.
L'ampio lavoro di riqualificazione delle aree di vendita al dettaglio, esistenti dal 2004, nei Terminal 1 e 2 ha aumentato le vendite. Il Dubai Duty Free ha annunciato un fatturato annuo di 5,9 miliardi di dirham (1,6 miliardi di dollari) nel 2012, che rappresentano un aumento del 10% rispetto all'anno precedente.
Nel 2008, il Dubai Duty Free ha più che raddoppiato la sua superficie da 7.000 m² a 15.000 m², grazie all'inaugurazione del nuovo Terminal 3 della Emirates nell'ottobre 2008. Il Dubai Duty Free ha registrato più di 23,5 milioni di transazioni nel 2012. A partire da agosto 2009, il Dubai Duty Free è la più grande zona franca del mondo, superando addirittura gli aeroporti di Londra Heathrow e Seoul Incheon.
Oltre ad una vasta gamma di duty-free shop e negozi alimentari, l'aeroporto di Dubai dispone di due aree giardino all'aperto e numerosi centri commerciali situati intorno all'aeroporto. All'interno della zona internazionale di transito dei terminal di connessione 1 e 2, ci sono strutture con giochi e per la connessione ad internet, sale di preghiera, docce, centri spa, palestre, piscine e un hotel a 3 stelle. Inoltre, in varie sale lounge vi sono settori con giochi per bambini o televisioni che mostrano notizie, film e canali sportivi.

### Servizi di aviazione

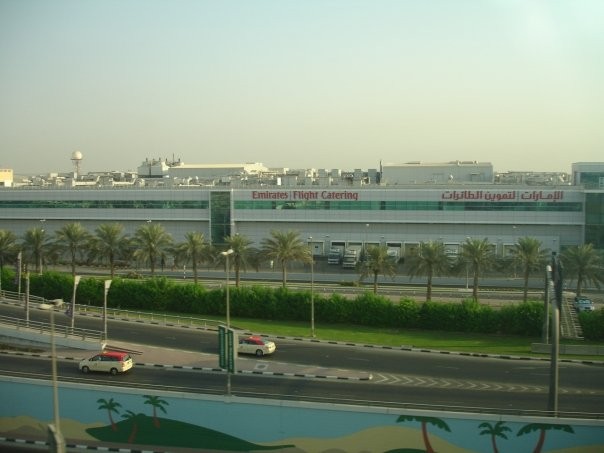
Il Centro di catering della Emirates che è stato ampliato nel 2007, capace di produrre 115,000 pasti al giorno

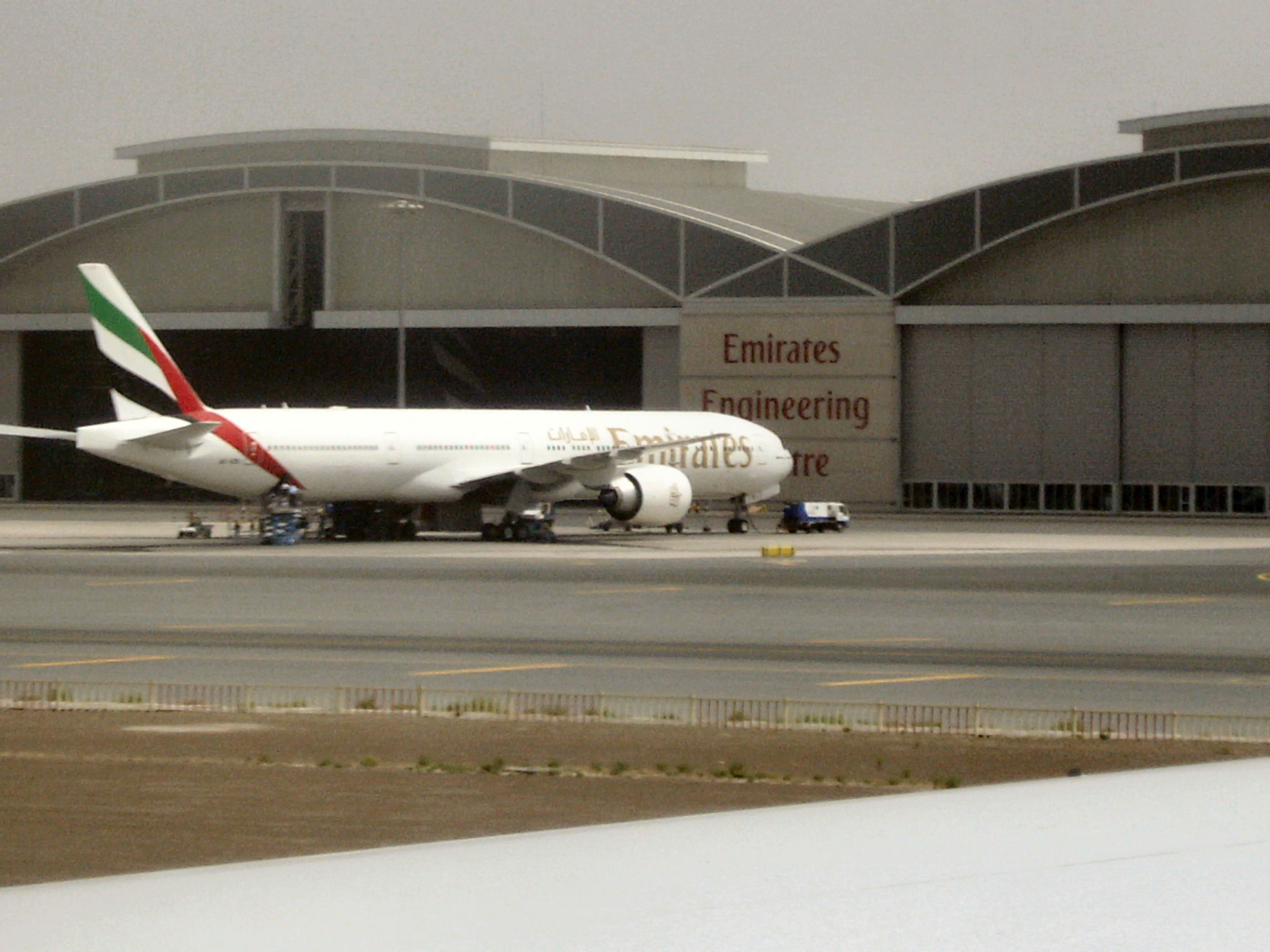
Gli hangar degli aerei Emirates

#### Servizi di terra
I servizi di assistenza a terra presso l'aeroporto internazionale di Dubai sono gestiti dai servizi di gestione a terra Dnata. La Emirates Airlines è gestita da un proprio dipartimento forte di oltre 2000 persone.
I servizi includono rampe di carico e il supporto tecnico alle compagnie aeree dell'aeroporto.

#### Manutenzione degli aeromobili
Il Centro di Ingegneria Emirates, con sede a Dubai, gestisce la manutenzione degli aeromobili e i test agli impianti tecnici dei motori. La Emirates Engineering attualmente fornisce il supporto completo alla flotta aerea Emirates e tutte le altre operazioni internazionali in aeroporto.
Le strutture che vi sono nell'aeroporto includono:
- Sette hangar, tutti in grado di gestire l'A380 (attualmente il più grande hangar nel mondo);[112]
- Un hangar per la pittura ai velivoli;
- Impianto di trasformazione di velivoli;
- Struttura per motori;
- Struttura di manutenzione della linea di ingegneria;
- Celle di prova dei motori;
- Magazzini con parti di ricambio di aerei.

## Sicurezza e protezione

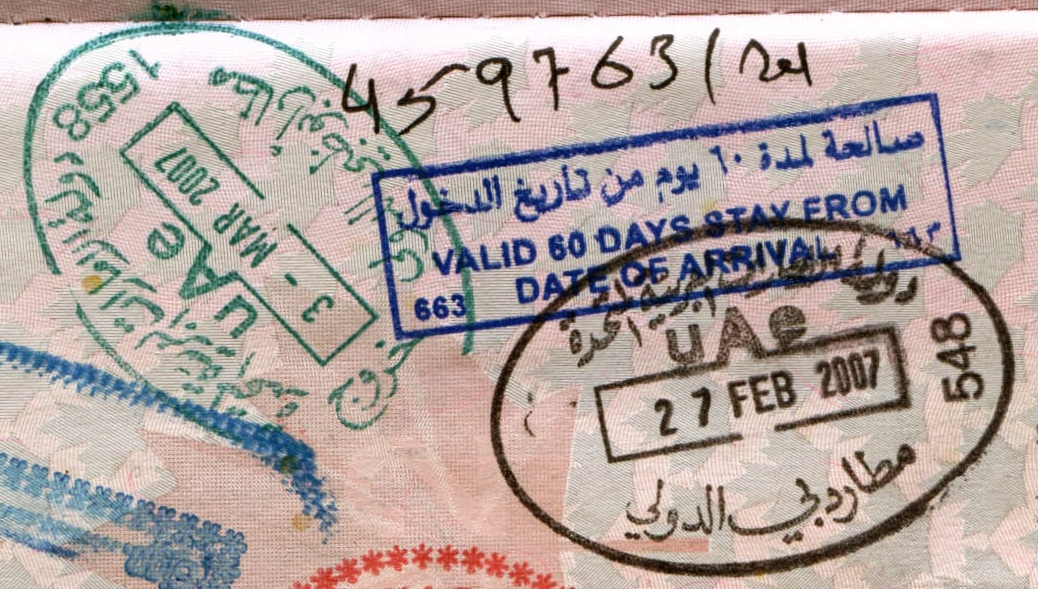
Timbro d'ingresso all'aeroporto internazionale di Dubai su un passaporto (a destra in inchiostro nero) e timbro di uscita dall'Abu Dhabi International Airport.

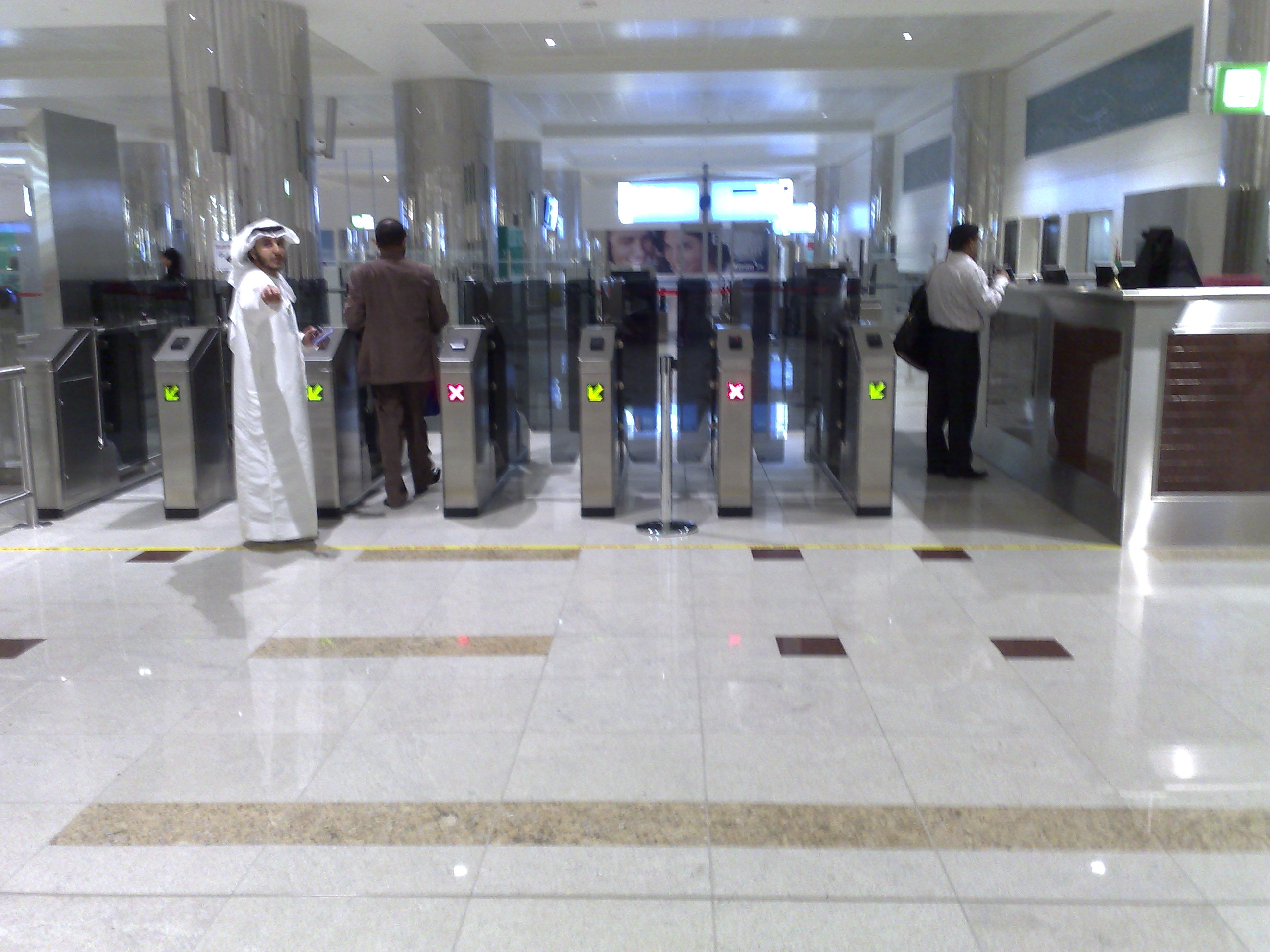
Sportelli e-Gate al controllo passaporti. Il nuovo sistema è stato introdotto per rendere più facile e veloce l'ingresso agli Emirati Arabi Uniti.

L'autorità dell'aviazione civile di Dubai gestisce la sicurezza in generale dell'intero aeroporto. I pre-controlli si svolgono in tutti i terminal all'ingresso dell'aeroporto.
Nel 2005, grazie agli aggiornamenti alla tecnologia di screening e all'aumento dei problemi di sicurezza, i processi di scansione bagagli vengono svolti a porte chiuse, a differenza dei controlli che sono fatti appena prima del check-in. Proseguendo i controlli, lo screening personale e bagagli individuale si svolge davanti ai gate di partenza, mentre il check-in bagagli viene verificato nel retro prima del caricamento sull'aeromobile. Inoltre, la polizia aeroportuale di Dubai prevede di introdurre un sistema di identificazione biometrica per l'accesso in aree riservate.
In vista del 2006, i controlli di screening di sicurezza sono stati intensificati per i passeggeri e per i loro bagagli a mano, così come il check-in bagagli per voli con destinazione Regno Unito e Stati Uniti.
All'inizio del 2007, l'aeroporto di Dubai ha introdotto un nuovo tipo dispositivo di screening che non solo rileva armi, ma anche potrebbe schermare il passeggero con droghe nel sangue. Con il nuovo sistema in vigore, i viaggiatori che entrano a Dubai possono essere incarcerati per quattro anni o più, se trovati in possesso (anche nel flusso sanguigno o nel fondo delle scarpe) di droghe illegali (anche in quantità piccole come 1 mg), tra cui semi dal baccello del papavero e la prescrizione di farmaci da banco come la codeina. L'11 febbraio 2008, un anziano giudice di Dubai ha dichiarato al Dubai City News: "Queste leggi aiutano a scoraggiare chiunque dal compiere uso di droghe, perché anche se la quantità trovata è di 0,05 grammi, saranno riconosciuti colpevoli. La pena minima è quattro anni, il messaggio è chiaro, le droghe non saranno tollerate.". Un certo numero di viaggiatori sono stati fatti rimanere in attesa mentre le autorità di Dubai cercavano nei loro effetti personali e facevano test del sangue e delle urine.

## Operazioni

### Operazioni passeggeri
Siccome tutto il traffico passeggeri dell'aeroporto è di natura internazionale, i tre principali terminal in funzione sono dotati di servizi anti-immigrazione e di scansione dei bagagli per tutti i passeggeri, compresi quelli nazionali e regionali. I terminal 1 e 3 gestiscono il 95% dei voli internazionali, mentre il Terminal 2 si rivolge principalmente ai voli regionali e internazionali indirizzati verso altri aeroporti in Iran e Arabia Saudita. Emirates Airlines opera da sola nel Terminal 3, mentre i vettori low cost come Flydubai operano nel Terminal 2.
L'incremento dei passeggeri presso l'aeroporto è cresciuto a un tasso medio annuale del 18%. L'aeroporto ha raggiunto la sua capacità di 33 milioni di passeggeri all'anno nel 2007, ma questo non era ancora abbastanza per gestire la crescente congestione. Così nel 2013, la capacità dell'aeroporto ha raggiunto 75 milioni con l'apertura del molo A e l'ampliamento del Terminal 2.
Il traffico passeggeri del 2012 è cresciuto del 13,2%, infatti è passato da 50,98 milioni di passeggeri del 2011 a 57,68 milioni del 2012.
Nel 2012 l'India è stata la destinazione principale per i passeggeri di DXB, in aumento del 7,4% annuo, con ben 7,34 milioni di persone trasportate. L'Arabia Saudita ha visto anche una forte crescita, con un numero di passeggeri in aumento del 35%, fino ad arrivare a quota 3.557.502 nel 2012. L'Arabia Saudita è ora il terzo più grande mercato per le destinazioni di Dubai dietro al Regno Unito; Doha è rimasta la destinazione principale, registrando una crescita del 18% e 2.225.648 passeggeri, Londra ha seguito con 2.009.660 di passeggeri.

### Operazioni cargo
L'aeroporto ha gestito 2.270.000 tonnellate di merci aeree nel 2012, con un incremento del 3,1% rispetto al 2011, diventando così il sesto aeroporto più trafficato del mondo e il più attivo in Medio Oriente, rinforzando la propria posizione di fulcro del trasporto aereo.

## Trasporti

### Strada

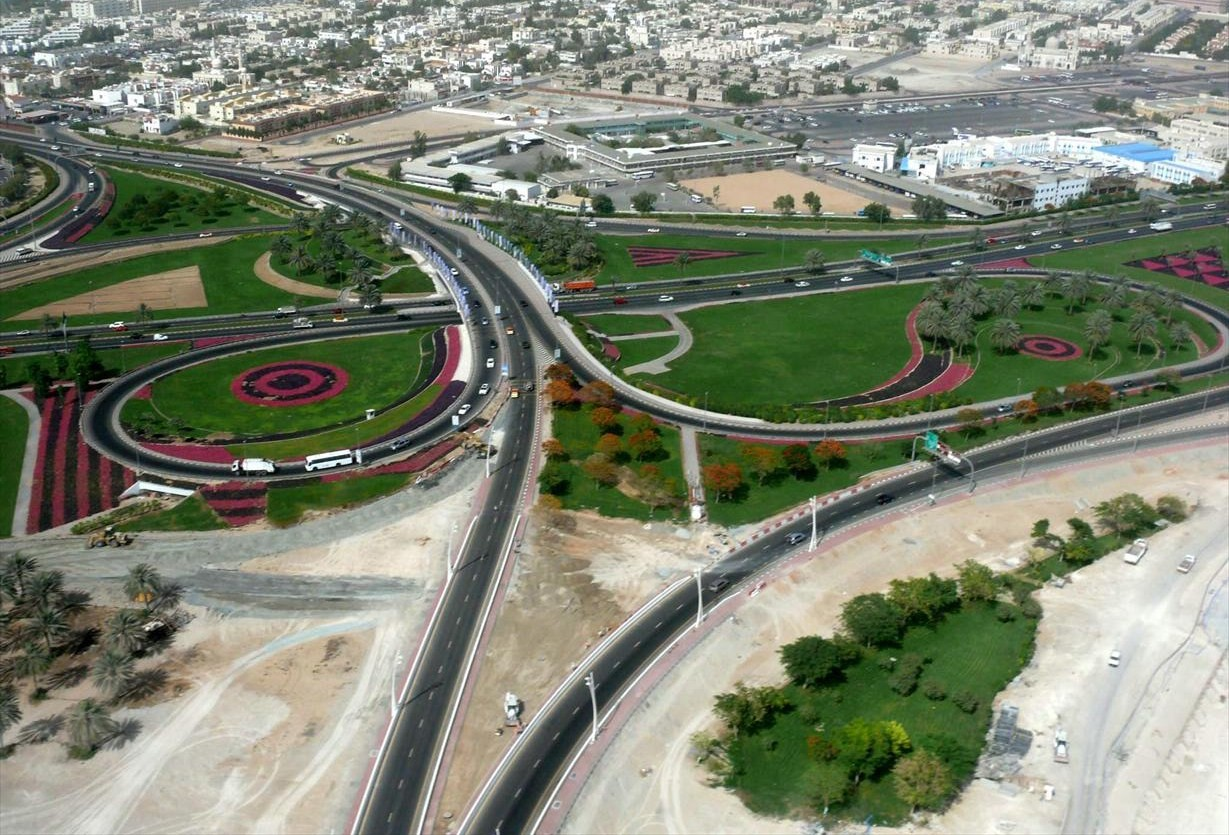
D 89 che porta all'aeroporto di Dubai

L'aeroporto è collegato alla D 89. Una delle più lunghe strade della città, inizia a Deira Corniche e corre perpendicolare alla D 85 (Baniyas Road). Da Deira, la strada procede verso sud-est in direzione dell'aeroporto internazionale di Dubai e si interseca con la E 311 (Emirates Road) dopo l'aeroporto.

### Metropolitana
L'aeroporto è servito dalla metropolitana di Dubai, che opera con 2 linee attraverso l'aeroporto. La linea rossa ha una stazione al Terminal 3 e al Terminal 1. La metropolitana offre servizi dalle 06:00 alle 22:15, tutti i giorni tranne venerdì, quando opera tra le 13:00 e le 23:15. Questi tempi variano durante il mese santo islamico del Ramadan. Entrambe le stazioni si trovano di fronte ai terminal e si può accedere direttamente dalle aree degli arrivi. La linea verde passa per l'altra stazione dell'aeroporto, nella cosiddetta zona franca, da cui i passeggeri possono connettersi con il Terminal 2.

### Autobus
Gli autobus di Dubai sono gestiti da RTA, eseguono una serie di itinerari per la città ma soprattutto a Deira e sono disponibili presso il Ground Transportation Center (Centro dei trasporti di superficie) dell'aeroporto e presso gli arrivi.
Le stazioni degli autobus sono situate di fronte ai Terminal 1, 2 e 3. I bus locali 4, 11, 15, 33 e 44 vengono utilizzati per collegare il T1 con il T3, mentre il bus 2 collega il T1 con il T2. I bus sono ad aria condizionata e trasportano i passeggeri nel centro della città e in oltre 80 hotel di Dubai.
I servizi di autobus sono disponibili per le principali città e cittadine, tra cui Abu Dhabi, al-'Ayn e Sharja. La Emirates offre un servizio gratuito di pullman, che gestisce 3 servizi giornalieri da e verso al-'Ayn e quattro servizi giornalieri da e per Abu Dhabi.
| Servizio    | Destinazione                      | Note        |             |
| Autobus RTA | Autobus RTA                       | Autobus RTA | Autobus RTA |
| ----------- | --------------------------------- | ----------- | ----------- |
| 4           | Stazione dei bus di Al Rashidiya  |             |             |
| 33          | Stazione industriale di Al Qusais |             |             |
| 34          | Stazione dei bus di Al Rashidiya  |             |             |
| 44          | Stazione dei bus di Al Gubaiba    |             |             |
| 48          | Stazione dei bus di Al Rashidiya  |             |             |
| 64          | Capolinea di Ras Al Khor          |             |             |
| 401         | Capolinea di Deira                |             |             |
| 402         | Capolinea di Al Karama            |             |             |
| 11A         | Capolinea di Awir                 |             |             |
| 11C         | Capolinea di CWC                  |             |             |
| 32C         | Stazione dei bus di Satwa         |             |             |
| 11M         | Khawaneej                         |             |             |
| C01         | Stazione del terminal Gold Souk   |             |             |
| C8          | Zabeel                            |             |             |
| C26         | Safa Park                         |             |             |
| X28         | Capolinea Jebel Ali               |             |             |

| Servizio                           | Destinazione             | Note                     |
| Servizi a lunga distanza           | Servizi a lunga distanza | Servizi a lunga distanza |
| ---------------------------------- | ------------------------ | ------------------------ |
| Società di trasporti degli autobus | Abu Dhabi                |                          |
| Società di trasporti degli autobus | al-'Ain                  |                          |
| Società di trasporti degli autobus | Sharjah                  |                          |

### Taxi
L'aeroporto è servito dall'agenzia taxi di proprietà del governo di Dubai, che fornisce un servizio 24 ore su 24 agli arrivi di ogni terminal.

## Incidenti
- Il 14 marzo 1972, il Volo Sterling Airways 296 della Sterling Airlines si è schiantato durante la fase di avvicinamento a Dubai, uccidendo 112 persone.
- Nel novembre 1974, il volo 870 della British Airways, un Vickers VC10, da Dubai diretto a Heathrow, è stato dirottato a Dubai, atterrando a Tripoli per il rifornimento prima di volare a Tunisi. Un ostaggio è stato ucciso prima che i dirottatori finalmente si arrendessero dopo 84 ore. Il capitano Jim Futcher è stato insignito della Queen's Gallantry Medal, dai fondatori della medaglia Guild of Air Pilots and Air Navigators, della Medaglia d'Oro dell'associazione dei piloti britannica e di un certificato di encomio dalla British Airways per le sue azioni durante il dirottamento, tornato al velivolo in volo sapendo che i dirottatori erano a bordo.[127]
- Il 1º gennaio 1978, il volo 855 della Air India si è schiantato in mare durante la rotta da Bombay a Dubai. Tutte le 213 persone a bordo morirono.
- Il 3 luglio 1988, il volo 655 della Iran Air, che era sulla rotta Teheran-Bandar Abbas-Dubai, è stato abbattuto sul Golfo Persico dalla USS Vincennes tra Bandar Abbas e Dubai, uccidendo tutte le 290 persone a bordo, tra cui 66 bambini.[128] La Vincennes stava attraversando lo Stretto di Hormuz all'interno delle acque territoriali iraniane e, al momento dell'attacco, l'IR655 era nello spazio aereo iraniano. La causa dell'incidente rimane fortemente contestata, gli americani insistono sul fatto che l'evento è stato una non-identificazione di un volo passeggeri, preso per un caccia F-14 Tomcat, mentre il governo iraniano sostiene che la Vincennes abbia distrutto "consapevolmente" l'aereo.
- Il 28 luglio 2001, un uomo di nome Djamel Beghal è stato arrestato all'Aeroporto Internazionale di Dubai durante il trasferimento di un volo dal Pakistan in Europa. Durante gli interrogatori Beghal ha ammesso che faceva parte di un attacco segreto all'ambasciata di Parigi. Il sospetto di Al-Qaeda è stato preso in Francia, dove ha ritrattato parti della sua dichiarazione. La vicenda è stata smantellata dalle autorità francesi, belghe e olandesi.
- Il 28 settembre 2004, una parte del Terminal 3 è crollato durante le fasi di costruzione. Il terminal è stato progettato da Paul Andreu, un architetto francese che ha anche disegnato l'aeroporto di Parigi Charles de Gaulle.
- Il 12 marzo 2007, il carrello anteriore di un Airbus A310-300 del volo BG006 della Biman Bangladesh Airlines (LHR-DXB-DAC), si è rotto mentre l'aereo stava accelerando lungo la pista.[129] L'aereo trasportava 236 persone tra passeggeri ed equipaggio, 14 persone hanno riportato ferite lievi nell'incidente.[130] L'aereo si è arrestato alla fine della pista ed è stato fatto evacuare, ma l'incidente ha paralizzato l'unica pista attiva e costretto l'aeroporto a chiudere per 8 ore, causando ritardi a 71 voli.[131]
- Il 22 maggio 2010, il volo Air India Express 812, un Boeing 737-8HG diretto a Mangalore, in India, è partito da Dubai alle 1:15 del mattino e ha raggiunto Mangalore in orario alle 6:30, ma si è schiantato in fase di atterraggio, causando almeno 160 morti. Il velivolo ha superato la pista dell'aeroporto di Mangalore.
- Il 3 settembre 2010, il volo 6 della UPS Airlines, effettuato da un Boeing 747-44AF Volo UPS Airlines 6 si è schiantato poco dopo il decollo, uccidendo l'equipaggio e distruggendo l'aereo. Il volo Volo UPS Airlines 6 operava per un volo cargo internazionale diretto all'aeroporto di Colonia-Bonn, in Germania.[132]